# 雇用保険
雇用保険（こようほけん）とは、日本における雇用保険法に基づく、失業・雇用継続等に関する保険の公的扶助制度である。保険者は日本政府。財源は雇用者と雇用主が社会保険として負担するほか、国費投入もされている。
前身の失業保険が失業の事後的対応である失業手当金の給付に重点を置いていたのに対し、雇用保険ではこれに加えて、失業の予防、雇用構造の変動への対応にも重点をおくことになった。幾度かの改正を経て現在では求職者給付、就職促進給付、雇用継続給付、教育訓練給付の4種の「失業等給付」を規定し、さらに「二事業」と呼ばれる雇用安定事業、能力開発事業を規定する。さらに2020年 (令和2年) 4月の改正法施行により「育児休業給付」を「失業等給付」と並ぶ給付の体系に再編された。
なお労働者災害補償保険（労災保険）と雇用保険とを総称して、労働保険という。

## 目的・定義
雇用保険は労働者が失業した場合及び労働者について雇用の継続が困難となる事由が生じた場合に必要な給付を行うほか、労働者が自ら職業に関する教育訓練を受けた場合及び労働者が子を養育するための休業をした場合に必要な給付を行うことにより、労働者の生活及び雇用の安定を図るとともに、求職活動を容易にする等その就職を促進し、あわせて、労働者の職業の安定に資するため、失業の予防、雇用状態の是正及び雇用機会の増大、労働者の能力の開発及び向上その他労働者の福祉の増進を図ることを目的とする（第1条）。この目的を達するために、失業等給付及び育児休業給付を行うほか、二事業（雇用安定事業、能力開発事業）を行うことができる（第3条）。
雇用保険法において、「離職」とは、被保険者について、事業主との雇用関係が終了することをいう。「失業」とは、被保険者が離職し、労働の意思及び能力を有するにもかかわらず、職業に就くことができない状態にあることをいう（第4条）。したがって、「離職」＝「失業」ではない。雇用関係が存続する限りは、賃金の支払いがなくても被保険者となる。

## 管掌
「雇用保険は政府が管掌する」と法定され（第2条）、雇用保険の保険者は国である。雇用保険法の本則では厚生労働大臣が幅広い権限を有しているが、雇用保険法に定める厚生労働大臣の権限は、厚生労働省令で定めるところにより、その一部を都道府県労働局長に委任することができ（第81条1項）、この規定により都道府県労働局長に委任された権限は、厚生労働省令で定めるところにより、公共職業安定所長に委任することができる（第81条2項）、とされ、以下のように分掌される（施行規則第1条、施行令第1条）。
- 第7条（被保険者に関する届出）、第9条1項（労働者が被保険者となったこと又は被保険者でなくなったことの確認）及び第38条2項（短期雇用特例被保険者に該当するかどうかの確認）の規定による厚生労働大臣の権限は、都道府県労働局長に委任する。
- 前項の規定により都道府県労働局長に委任された権限は、第81条2項の規定により、公共職業安定所長に委任する。
- 雇用保険に関する事務（労働保険の保険料の徴収等に関する法律施行規則第1条1項に規定する労働保険関係事務を除く。以下同じ。）のうち、都道府県知事が行う事務は、適用事業の事業所の所在地を管轄する都道府県知事が行う。
- 雇用保険に関する事務のうち、都道府県労働局長が行う事務は、厚生労働大臣の指揮監督を受けて、適用事業の事業所の所在地を管轄する都道府県労働局長が行う。
- 雇用保険に関する事務のうち、公共職業安定所長が行う事務は、都道府県労働局長の指揮監督を受けて、適用事業の事業所の所在地を管轄する公共職業安定所長（次の各号に掲げる事務にあっては、当該各号に定める公共職業安定所長）が行う。
  - 受給資格者、高年齢受給資格者及び高年齢求職者給付金の支給を受けた者であって、当該高年齢受給資格に係る離職の日の翌日から起算して1年を経過していないもの（「高年齢求職者給付金受給者」）、特例受給資格者及び特例一時金の支給を受けた者であって、当該特例受給資格に係る離職の日の翌日から起算して6か月を経過していないもの（「特例一時金受給者」）並びに第60条の2第1項各号に掲げる者について行う失業等給付（雇用継続給付を除く）に関する事務並びに日雇労働被保険者について行う認可に関する事務、第44条の規定に基づく事務及び日雇労働求職者給付金の支給に関する事務　その者の住所又は居所を管轄する公共職業安定所（「管轄公共職業安定所」）の長
  - 日雇受給資格者について行う就業促進手当の支給に関する事務　同号の安定した職業に係る事業所の所在地を管轄する公共職業安定所の長
  - 日雇労働被保険者について行う第43条2項の規定に基づく事務　その者が前2月の各月において18日以上雇用された又は継続して31日以上雇用された適用事業の事業所の所在地を管轄する公共職業安定所の長又は管轄公共職業安定所の長
  - 第10条3項に基づく事務及び日雇労働被保険者について行う日雇労働求職者給付金の支給に関する事務　その者の選択する公共職業安定所の長（厚生労働省職業安定局長が定める者にあっては、職業安定局長の定める公共職業安定所の長）
  - 第10条の3第1項の規定による失業等給付の支給を請求する者について行う当該失業等給付に関する事務　当該失業等給付に係る受給資格者、高年齢受給資格者（高年齢求職者給付金受給者を含む。）、特例受給資格者（特例一時金受給者を含む。）、日雇労働被保険者又は教育訓練給付金の支給を受けることができる者の死亡の当時の住所又は居所を管轄する公共職業安定所の長
- 第63条1項1号に掲げる事業のうち職業能力開発促進法第11条1項に規定する計画に基づく職業訓練を行う事業主及び職業訓練の推進のための活動を行う同法第13条に規定する事業主等（中央職業能力開発協会を除く。）に対する助成の事業の実施に関する事務は、都道府県知事が行うこととする。

また、船員が失業した場合には、公共職業安定所のほかに地方運輸局も給付事務を行う。
行政庁は、雇用保険法の施行のため必要があると認めるときは（保険給付のほか、二事業に関する処分等も含む）、当該職員に、被保険者を雇用していたと認められる事業主の事務所に立ち入らせることができる。ただしこの権限は犯罪捜査のために認められたものと解釈してはならない（第79条）。また行政庁は被保険者を雇用していたと認められる事業主又は労働保険事務組合に対して、雇用保険法の施行に関して必要な報告、文書の提出又は出頭を命ずることができる（第76条）。
厚生労働大臣は、雇用保険法の施行に関する重要事項について決定しようとするときは、あらかじめ労働政策審議会の意見を聴かなければならない。労働政策審議会は、厚生労働大臣の諮問に応じ、また必要に応じ雇用保険事業の運営に関して、関係行政庁に建議し、又はその報告を求めることができる（第72条）。
厚生労働省は「雇用保険に関する業務取扱要領」を定めていて、都道府県労働局・各地の公共職業安定所ではこれをマニュアルとして各種業務を行う。以下では特に記載ない限り、法令及び「雇用保険に関する業務取扱要領」の記載に基づいて述べる。

## 適用事業
労働者が雇用される事業は、「適用事業」となり（第5条）、雇用保険に強制加入となる。国・地方公共団体が行う事業、法人が行う事業（法人の種類は問わない）、外国人事業主が日本国内で行う事業も労働者が雇用される事業に該当すれば適用事業となる。船員を雇用する事業については、それ自体を独立した事業として取り扱う（同じ事業主との雇用契約の下、船員と船員でない労働者との雇用管理が1つの施設内で行われている場合であっても、適用事業所としてはそれぞれ別々に設置させることとなる。従って、1つの適用事業所の中に、船員と船員でない労働者とが混在して被保険者となっていることはない）。
以下のすべての要件を満たす事業は、「暫定任意適用事業」となり、雇用保険に加入するかどうかは任意となる。その事業に使用される労働者の2分の1以上の希望があった場合は事業主は雇用保険に加入しなければならず、また事業主が加入しようとする場合にはその事業に使用される労働者の2分の1以上の同意を取り付ける必要がある（徴収法附則第2条2項、3項）。事業主が加入義務違反や、加入希望者に対する不利益取り扱いがあったときは罰則がある。任意加入に当たっては加入申請書を所轄公共職業安定所長を経由して都道府県労働局長に提出し、事業主に法令上の業務の履行が期待できるかについて所轄公共職業安定所長による十分な審査が行われる。
- 農林水産業（船員が雇用される事業を除く）であること
  - 船員を雇用する事業にあっては、農林水産業の事業であっても、強制適用事業となる。
- 個人経営であること
- 常時5人未満の労働者を使用すること。
  - 「5人」の算定に当たっては、雇用保険法の適用を受けない労働者も含めて計算する。ただし、法の適用を受けない労働者のみを使用する場合は、適用事業として取り扱う必要はない。
  - 「常時」とは、年間を通して5人以上であることをいう。したがって繁忙期は5人以上であっても閑散期に5人未満となることが通例であれば、強制適用ではなく暫定任意適用事業となる。
  - 同一事業主が適用事業の部門と暫定任意適用事業の部門とを兼営している場合、それぞれの部門が独立した事業と認められれば、適用事業の部門のみが適用事業となる。

事業所の設置（廃止）をしたときは、その翌日から起算して10日以内に所轄公共職業安定所長に雇用保険適用事業所設置（廃止）届を提出しなければならない。平成28年1月からは、設置（廃止）届には法人番号の記載が必要となる。
事業主及び労働保険事務組合は、雇用保険に関する書類（二事業及び徴収法による書類をのぞく）をその完結の日から2年間（被保険者に関する書類にあっては4年間）保存しなければならない（規則第143条）。

## 被保険者
| 雇用形態                           | 万人  |
| ---------------------------------- | ----- |
| 役員                               | 335   |
| 期間の定めのない労働契約           | 3,728 |
| 1年以上の有期契約                  | 451   |
| 1か月～1年未満の有期契約（臨時雇） | 763   |
| 1か月未満の有期契約（日雇い）      | 15    |
| 期間がわからない                   | 239   |

雇用保険において「被保険者」とは、適用事業に雇用される労働者であって、以下のいずれにも該当しない者をいう（第4条、第6条、施行規則第3条の2、第4条）。雇用保険の被保険者になるか否かは、本人の意思に関係なく、加入要件を満たすことで当然に被保険者となるため、労働者の側から加入を拒むことはできない。なお平成29年1月より「65歳に達した日以後に雇用される者」が適用除外から削除され、継続雇用の有無にかかわらず65歳以上の者も被保険者となる。
- 1週間の所定労働時間が20時間未満である者（日雇労働被保険者に該当することとなる者を除く）
  - 「1週間の所定労働時間」とは、就業規則、雇用契約書等により、その者が通常の週に勤務すべきこととされている時間をいう。所定労働時間が1か月の単位で定められている場合には、当該時間を12分の52で除して得た時間を1週間の所定労働時間とする。所定労働時間が1年間の単位でしか定められていない場合には、当該時間を52で除して得た時間を1週間の所定労働時間とする。1週間の所定労働時間が定まっていない場合やシフト制などにより直前にならないと勤務時間が判明しない場合については、勤務実績に基づき平均の所定労働時間を算定する。
  - 2022年1月の改正法施行により、65歳以上の労働者に限り、一事業所における週の所定労働時間が20時間未満であっても、複数の事業主に雇用され週の所定労働時間合計が20時間を超える場合、当該労働者からの申し出により被保険者となることになった。
- 同一の事業主の適用事業に継続して31日以上雇用されることが見込まれない者（前2月の各月において18日以上同一の事業主の適用事業に雇用された者及び日雇労働者であって日雇労働被保険者に該当することとなる者を除く）
- 季節的に雇用される者であって、次のいずれかに該当するもの（日雇労働被保険者に該当することとなる者を除く）
  - 4か月以内の期間を定めて雇用されるもの
  - 1週間の所定労働時間が20時間以上30時間未満である者
- 学校教育法に規定する各学校の学生又は生徒であって、次のいずれにも該当しない者
  - 卒業を予定している者であって、適用事業に雇用され、卒業した後も引き続き当該事業に雇用されることとなっているもの
  - 休学中の者
  - 定時制の課程に在学する者
  - その他前記各号に準ずる者として厚生労働省職業安定局長が定めるもの
- 船員法第1条に規定する船員（予備船員とみなされる者を含む）であって、漁船（政令で定めるものに限る）に乗り組むため雇用される者（1年を通じて船員として適用事業に雇用される場合を除く）
- 国、都道府県、市町村その他これらに準ずるものの事業に雇用される者のうち、離職した場合に、他の法令、条例、規則等に基づいて支給を受けるべき諸給与（退職手当制度等）の内容が、求職者給付及び就職促進給付の内容を超えると認められる者であって、以下のもの
  - 国又は特定独立行政法人の事業に雇用される者（非常勤職員で職員とみなされないものを除く）
    - 都道府県や市町村の場合と異なり、申請や承認は不要。

  - 都道府県等の事業に雇用される者で、当該都道府県等の長が雇用保険法を適用しないことについて厚生労働大臣に申請し、その承認を受けたもの
  - 市町村等の事業に雇用される者であって、当該市町村等の長が雇用保険法を適用しないことについて都道府県労働局長に申請し、その承認を受けたもの

被保険者資格は、雇用されるに至った日（雇用契約締結日ではなく、実際に雇用関係に入った最初の日を指す）に取得することとされる。また離職日の翌日、死亡日の翌日に被保険者資格を喪失する。ただし、離職日に新たに被保険者資格を取得すべき場合は離職日当日に従前の雇用関係に基づく被保険者資格を喪失する。離職以外による被保険者資格の喪失（取締役への就任、労働条件の週20時間未満への変更、雇用保険の保険関係の消滅等）については、それぞれ当該事実があった日に被保険者資格を喪失する。
日本に在住する外国人・無国籍者は、外国公務員及び外国の失業保険制度の適用を受けていることが立証された者を除き、原則として被保険者となる。海外の事業に出向・転勤する場合であっても、出向元適用事業主との雇用関係が継続する限り被保険者となる。一方海外の事業に現地採用される者は、国籍のいかんにかかわらず被保険者とならない。船員については、適用事業に雇用される船員であれば、当該船員が乗船している船舶が航行する領域に関わりなく被保険者となる。
当該事業所における通常の労働者と同じ時間働く者は被保険者となる。通常の労働者よりも勤務すべき時間が短い者（短時間就労者）は、「1週間の所定労働時間が20時間以上で、かつ、同一の事業主の適用事業に31日以上引き続いて雇用される見込みのある」者が被保険者となる。
- 31日以上雇用が継続しないことが明らかである場合を除き、すべて「31日以上雇用される見込み」があるとされる。予定雇用期間が31日未満であっても、更新等により同一の仕事に31日以上雇用される見込みがあれば、その見込みの立った時点から被保険者となる。
- 労働条件の変更により、一時的に労働時間が週20時間未満となっても、週20時間以上に復帰する前提であれば、被保険者資格を喪失しない。ただし、結果的に週20時間以上となる労働条件に復帰しないまま離職した場合には、週20時間未満となるに至った時点において被保険者資格を喪失したものとして取り扱う。
- 有期労働契約の場合、週20時間以上の労働条件で次の雇用が開始されることが見込まれる場合、被保険者資格は継続する。見込まれない場合、最後の雇用契約の終了日の翌日に被保険者資格を喪失する。

事業主は、その雇用する被保険者を当該事業主の一の事業所から他の事業所に転勤させた場合は、当該事実のあった日の翌日から起算して10日以内に、雇用保険被保険者転勤届を、転勤後の事業所の所轄公共職業安定所長に提出しなければならない。転勤前と転勤後の事業所が同一の公共職業安定所の管内である場合であっても提出を要する。
労働者性の判断を要する場合
個人事業主や法人の代表取締役は被保険者とはならないが、法人の取締役や監査役で労働者的性格の強い者であって雇用関係が認められるもの（業務執行権を持たない、役員報酬が給与額を超えない、等）は被保険者となる。
同居の親族は、原則として被保険者とされないが、「同居の親族実態証明書」及び添付書類の確認により他の労働者と就労状態に労働者性があると確認できれば、被保険者資格を認めるとされる。具体的には、以下のすべての要件を満たすこととされる。
- 事業主の指揮命令にしたがっていること（事業主の申告に基づいて判断する）。
- 就業の実態及び賃金の支払いが他の労働者と同様であること（「同居の親族実態証明書」及び添付書類あるいは事業主の申告によりすべての比較対象労働者との比較により判断する）。
- 事業主と利益を一にする地位にないこと。

家事使用人は労働基準法上の労働者でないため被保険者とならないが、適用事業に雇用されて主として家事以外の労働に従事することを本務とする者は、家事に使用されることがあっても被保険者となる。
駐留軍等労働者は、ハウスメイド等の家事使用人を除き、すべて防衛省を経由して間接に雇用される形態をとっており、これらの者は、国に雇用される者に該当するが、国家公務員退職手当法の適用は受けないので被保険者となる。
外国人技能実習生（在留資格「技能実習1号イ」、「技能実習1号ロ」、「技能実習2号イ」及び「技能実習2号ロ」の活動に従事する者）として受け入れられ、技能等の修得をする活動を行う場合には、受入先の事業主と雇用関係にあるので、被保険者となる。ただし、入国当初に雇用契約に基づかない講習（座学（見学を含む）により実施され、実習実施期間の工場の生産ライン等商品を生産するための施設における機械操作教育や安全衛生教育は含まれない。）が行われる場合には、当該講習期間中は受入先の事業主と雇用関係にないので、被保険者とならない。
生命保険会社の外務員は、事業主と委任契約関係にある場合が多く、原則的には被保険者とならないが、その職務の内容、服務の態様、賃金の算出方法等から総合的に判断して、特に雇用関係が明確であると認められ、事業主の支配拘束・指揮命令を受けている者は、被保険者となるとされる。損害保険会社の外務員、証券会社の外務員、金融会社、商社等の外務員等についても、その職務の内容、服務の態様、給与の算出方法等の実態により判断して雇用関係が明確である場合は、被保険者となる。
在宅勤務者は、事業所勤務労働者との同一性（指揮系統、拘束時間、就業規則の適用等）が確認されれば、原則として被保険者となる。
派遣労働者は、派遣元の事業所における被保険者となる。いわゆる登録型派遣労働者の場合、週20時間以上の労働条件で次の派遣就業が開始されることが見込まれる場合、被保険者資格は継続する。見込まれない場合、派遣就業に係る雇用契約期間の終了日の翌日に被保険者資格を喪失する。終了日以降に当該派遣元事業主の下での週20時間以上の派遣就業を希望し、当該派遣元事業主に登録している場合は、「次の派遣就業が開始されることが見込まれる場合」として取り扱う。
授産施設は、身体上若しくは精神上の理由又は世帯の事情により就業能力の限られている者、雇用されることが困難な者等に対して、就労又は技能の習得のために必要な機会及び便宜を与えて、その自立を助長することを目的とする社会福祉施設であるから、その作業員（職員は除く）は、原則として、被保険者とならない。
宗教者は、「宗教上の儀式、布教等に従事する者、教師、僧職等で修行中の者、信者であって何等の給与を受けず奉仕する者等は労働基準法上の労働者ではない」を根拠とし、一般の企業の労働者と同様に労働契約に基づき賃金を受ける場合を除いては被保険者にならない。但し当該通達は、具体的な労働条件等を一般企業と比較し個々の事例について実情に即して判断することも求めている。
4か月以内の期間を定めて季節的事業に雇用される者がその定められた期間を超えて引き続き同一の事業主に雇用されるに至った場合はその定められた期間を超えた日から被保険者となる。ただし、当初の期間と新たに定められた期間が通算して4か月に満たない場合は被保険者とならない。
長期欠勤していても、雇用関係が存続する限りは、賃金の支払いがなくても被保険者となる。求職者給付及び就職促進給付の内容を上回るような退職金制度のある適用事業に雇用される者であっても、被保険者となる。
同時に2以上の雇用関係にある労働者（在籍出向者等）は、原則としてその者が「生計を維持するに必要な主たる賃金を受ける一の雇用関係」についてのみ被保険者となる。同時に2以上の雇用関係において被保険者となることはない。したがって出向先で主たる賃金が支払われている場合、出向元との保険関係は終了する。なお65歳以上の者の出向の場合は原則として出向元の被保険者とし、65歳未満の者が出向先で被保険者資格を取得したのちに65歳到達後に出向元に復帰した場合は出向元の被保険者となる。

### 一般被保険者
一般被保険者とは、被保険者のうち、下記に規定する者（高年齢継続被保険者・短期雇用特例被保険者・日雇労働被保険者）以外のものをいう。そのため、65歳未満という年齢制限がある。

### 高年齢被保険者
高年齢被保険者とは、被保険者（短期雇用特例被保険者・日雇労働被保険者に該当する者を除く）であって、65歳以上の者をいう（第37条の2）。法改正により、平成29年（2017年）1月1日（施行日）より65歳前からの継続雇用の有無にかかわらず雇用保険の被保険者とされる。施行日以降に新たに雇用された65歳以上の者はその雇用日に、施行日前に高年齢継続被保険者である者は施行日に高年齢被保険者となる。また施行日前に雇用される時点において65歳に達しているため高年齢継続被保険者の資格を得られなかった者が施行日をまたいで継続雇用されている場合、施行日に雇用されたものとみなして高年齢被保険者の資格を取得する。
平成28年12月31日までは、「高年齢継続被保険者」として、同一の事業主の適用事業に65歳に達した日の前日以前から雇用され、現在65歳以上になっている被保険者（短期雇用特例被保険者、日雇労働被保険者を除く。改正前の第37条の2）を対象としていた。つまり、継続雇用（定年後の再雇用も含む）されている一般被保険者のみが、65歳に達すると高年齢継続被保険者となり（特に手続きは必要なく、自動的に切り替わる）、雇用される時点において65歳に達している者は、適用除外であるため被保険者とならなかった。

### 短期雇用特例被保険者
短期雇用特例被保険者とは、被保険者であって季節的に雇用されている者（出稼ぎなどをいう）であって、以下のいずれにも該当しない者をいう（日雇労働被保険者を除く。第38条）。雇用対策としての観点から特例として被保険者となる。「季節的に雇用」に該当するかどうかは、資格取得届の記載内容（雇用形態、職種、雇用期間を定めた理由等）から判断する（出稼労働者手帳を所持することのみをもって当該労働者が季節的に入離職する者であると判断することができるものではない）。
- 4か月以内の期間を定めて雇用される者
  - 当初の所定の期間を超えて引き続き同一の事業主に雇用されるに至った場合は、その超えた日から、短期雇用特例被保険者となる（所定の期間と延長された期間とを通算して4か月を超えない場合を除く）。
- 1週間の所定労働時間が20時間以上30時間未満である者

短期雇用特例被保険者が同一の事業主に引き続いて1年以上雇用されるにいたったときは、その1年以上雇用されるにいたった日に65歳未満であれば一般被保険者に、65歳以上であれば高年齢被保険者に切り替わる。

### 日雇労働被保険者
日雇労働被保険者とは、被保険者であって日々雇用される者、または、30日以内の期間を定めて雇用される労働者（日雇い労働者）のうち、所定の要件を満たしたものをいう（第42条）。日雇労働求職者給付金#日雇労働被保険者を参照。

### 雇用保険被保険者証

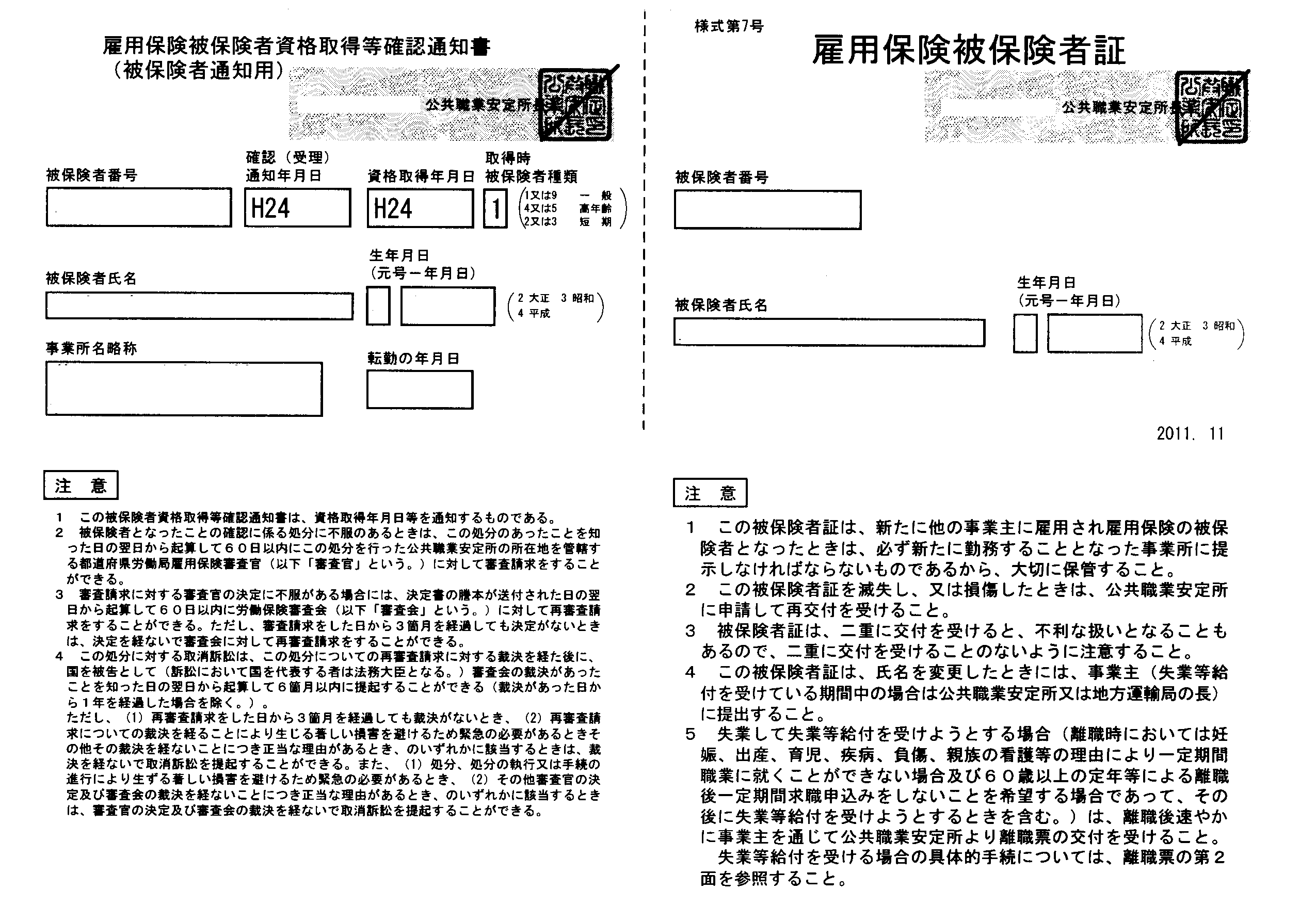
雇用保険被保険者証（2012年交付の旧様式）

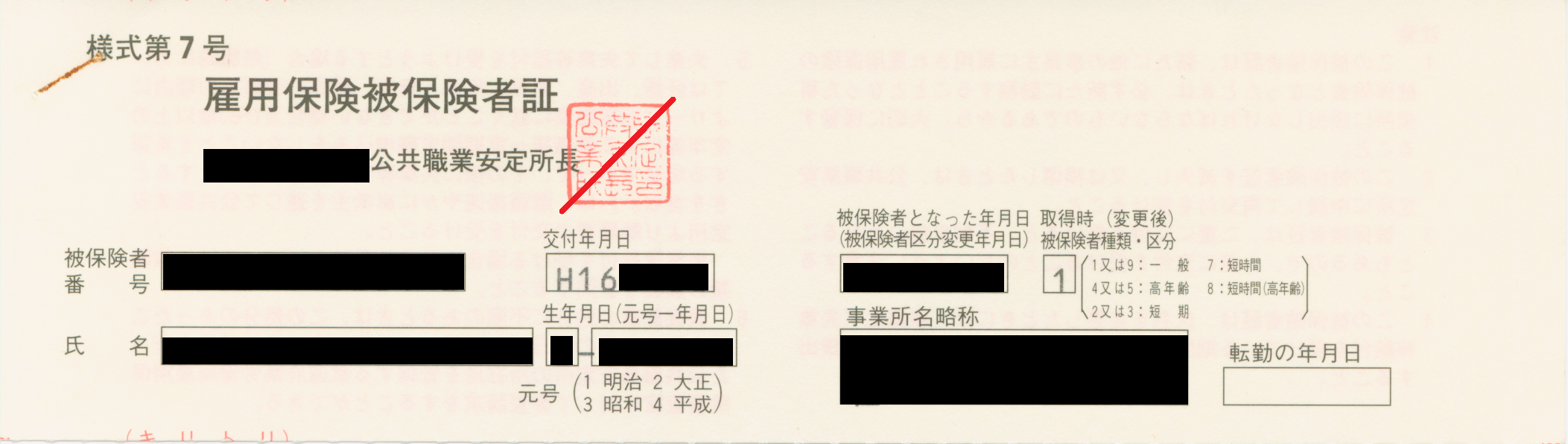
雇用保険被保険者証（2004年交付の旧様式）

事業主はその雇用する労働者が被保険者（日雇労働被保険者を除く）となったときは、翌月10日までに、所轄公共職業安定所長に雇用保険被保険者資格取得届を提出しなければならない（第7条、施行規則第6条1項）。平成28年1月からは、資格取得届には被保険者の個人番号を記載しなければならない。以下の場合には、資格取得届に労働契約に係る契約書、労働者名簿、賃金台帳その他その事実を証明できる書類を添付しなければならない（施行規則第6条2項）。
- その事業主において初めて資格取得届を提出する場合
- 所定の期限を超えて資格取得届を提出する場合
- 過去3年間に失業等給付の返還または納付を命ぜられたことその他これに類する事情があったと認められること
- 資格取得届の記載事項に疑義がある場合その他資格取得届のみでは被保険者となったことの判断ができない場合
- その同居の親族その他特に確認を要する者として公共職業安定局長が定める者に係る資格取得届を提出する場合

公共職業安定所長による被保険者資格の確認（確認自体は届出がなくても公共職業安定所長が職権で行うことができる。また被保険者自らが確認の請求をすることもできる）を受けると、雇用保険被保険者証（以下「被保険者証」）及び雇用保険被保険者資格取得等確認通知書（被保険者通知用）（以下「取得確認通知書」）が被保険者に交付される（第8条、第9条、施行規則第8条~第12条）。被保険者証・取得確認通知書の交付はその被保険者を雇用する事業主を経由して行うことができ（規則第9条）、実際にはほとんどの場合事業主経由での交付である。事業主は、原則として両方とも被保険者（労働者）に渡す必要があるが、実務上は被保険者証を事業主が保管し、取得確認通知書を被保険者に渡すこととしている場合が多い。被保険者証を事業主が保管している場合でも在籍中のみであり、退職時には被保険者に返却される。被保険者証は、新たに雇用保険適用事業所へ雇用された場合、新事業主へ提示が必要となるので、離職票と共に紛失しないように保管しなければならない（新事業主は被保険者証の提示を受けて資格取得届に被保険者番号を記入すれば足り、資格取得届に被保険者証を添付する必要はない）。被保険者証そのものに有効期限の記載はないが、新たな事業所で資格を取得すると被保険者証も新しく交付され、その時点で古い被保険者証は回収となり効力を失うが、被保険者番号は原則変わらない。変わると被保険者期間の算定等で不利益が発生するから、注意が必要。
実務上は、被保険者番号さえ分かれば手続に問題はないので、古い被保険者証であってもそれが今まで使用していた被保険者番号と同一であれば問題はなく、もし被保険者証そのものがなくても（以前の被保険者証を紛失した場合、あるいは前に勤務していた事業者が被保険者証を加入者本人に渡していなかった場合など）、資格取得届の内容からハローワークが保有する被保険者台帳を照合するので（規則第15条）、今までの被保険者番号で継続して被保険者となることができる。また、被保険者証は健康保険証や社員証と違い身分証明書としては通用せず、悪用されにくいため、回収されない場合も多い。あくまでも、同じ被保険者番号を継続させることが重要である。なお、被保険者証を確認できる書類が一切なく、ハローワークにおいても確認ができない場合は、新規加入となり、新たな被保険者番号と被保険者証が交付される。裏面に「二重に交付を受けることの無いように」の旨、記載があるが、この「二重に」は、「別の被保険者番号で」という意味であるから、同じ被保険者番号で被保険者証が複数ある場合は、最新の被保険者証以外は処分しても良い。被保険者番号が異なる場合は、統合手続が必要となるので、ハローワークに申し出る必要がある（原則、後から発行された番号が生きる番号となる）。
なお、雇用保険に関する手続は、原則在職中は事業所を経由、離職後は本人が直接手続をする（複数の番号がある状態の際に行う統合手続きは、本人がハローワークで手続きを行う必要がある。この場合、基本は後から発行された番号側を、現事業所が使用することになるため、先の番号のデータを後の番号のデータに移す形で統一の手続きを取る。ただし、旧番号での保険給付の権利が消滅している場合は、統一ではなく、旧番号の「抹消」の手続きに移ることとなる）。
被保険者又は被保険者であった者は、いつでもハローワークに被保険者となった・ならなくなったことの確認の請求（雇用保険被保険者資格取得届出確認照会）を無料ですることができ（第8条）、事業主は労働者が当該請求をしたことを理由として解雇その他の不利益な取扱いをしてはならない。これに違反した事業主は、6か月以下の懲役または30万円以下の罰金に処せられる（第83条）。この請求は口頭ですることができ、また当該請求に時効の定めはない。
なお、被保険者が氏名を変更した場合、従来は速やかに氏名変更届を提出することとされていたが、法改正により2018年 (平成30年) 3月30日以降は個人番号を変更した場合あるいは雇用継続給付の支給申請の際等に併せて氏名変更届を提出すればよいこととされた（改正後の規則第14条）。さらに、2020年 (令和2年) 1月1日からは規則第14条が削除され、同日（電子申請は同年6月1日）からは氏名変更届単独での提出はできなくなった（氏名変更届は必ず他の届・申請と抱き合わせで提出することとなる)。

### 雇用保険被保険者資格取得等確認通知書

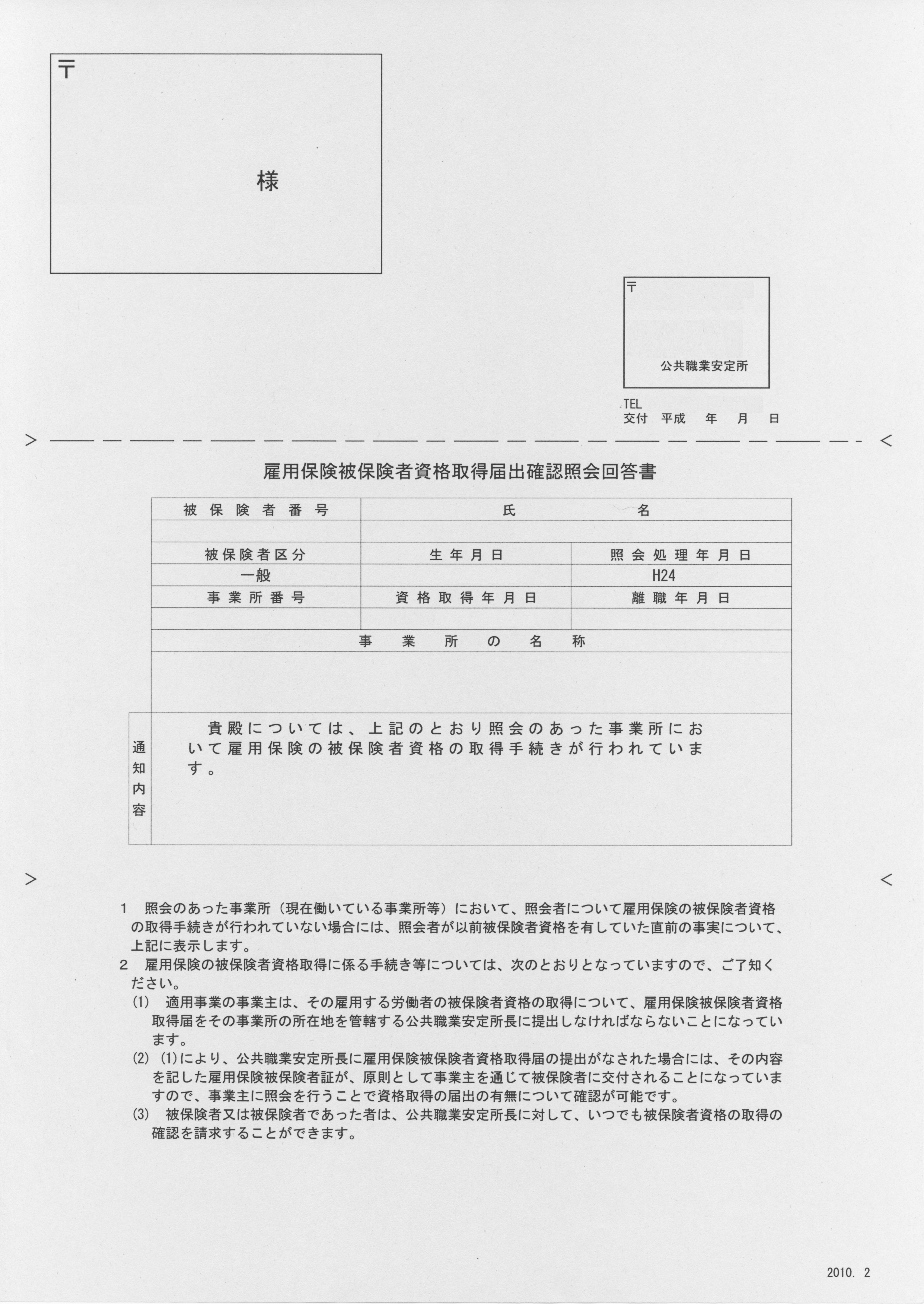
雇用保険被保険者資格取得届出確認照会回答書

取得確認通知書は、被保険者に雇用保険の資格の取得手続が行われたことを通知する書面であり、事業主を経由して被保険者に交付される。雇用保険への加入を確認する書面として、被保険者証と似た役割を持つが、取得確認通知書でしか確認できない事項として、資格取得年月日、事業所名、受理日が記載されている。2011年の改正前の様式では、被保険者証にすべてが記載されていて、取得確認通知書は交付されていなかった。
しかし、雇用保険など各種保険制度に精通している労働者は少なく、事業主を信頼して当然に加入しているものと思い、実際退職時に雇用保険に入っていなかったことを初めて知る労働者が発生、これにより退職した労働者が予定していた給付を受けられない問題が多発した。これはそもそも被保険者に交付しなければならない被保険者証を便宜上事業主が管理していることにより、被保険者自身は雇用保険に加入したかの確認が実質できないため、この対策として、被保険者へ雇用保険に加入したことを通知する専用の書面として被保険者証とは別に交付されるようになっている。これすら渡されない場合は、労働者はハローワークに雇用保険への加入を確認すべきである。
ハローワークとしては、従来通り被保険者証と共に交付するように指導しているが、未だ浸透しておらず、会社が保管しているケースもある。会社が保管する理由としては以下の理由がある。
- 被保険者側としては主に退職後に使用する書類であり、資格取得時点で渡してしまうと、一般的にそのまま何年も保管しなければならず、退職時には紛失してしまっているケースがあり、事業主は再交付の事務手続が増えるため。
- 事業主は、被保険者の在職期間中は雇用保険に関する事務手続（住所変更など）を行う義務があるため、その度に被保険者証を確認する手間が増える。実務上は、被保険者番号を労働者名簿などに控えるか、そのコピーを保管すればこと足りる。

なお、退職後新たに勤務する事業主へ取得確認通知書は提出する必要はないが、新様式の場合は切り取らずそのまま渡しても問題ない（旧様式の場合は全体で被保険者証であるから改変はできない）。個人情報が気になる場合は切り取って被保険者証のみを新たに勤務する事業主に渡しても良いが、取得確認通知書に記載されている個人情報は通常は履歴書と同程度のものであるから、切り取ることにより事実上秘匿できる情報はない。

### 離職票・資格喪失届
事業主は、その雇用する労働者が被保険者でなくなったとき（離職のほか、労働者が適用除外に該当することとなった場合を含む）は、資格喪失日の翌日から起算して10日以内に雇用保険被保険者資格喪失届（資格喪失届）を所轄公共職業安定所長に提出しなければならない（施行規則第7条1項）。平成28年1月からは、資格喪失届には被保険者の個人番号を記載しなければならない。
被保険者が離職した後、基本手当を受けるためには、雇用保険被保険者離職票（離職票）をハローワークに提出しなければならない。この離職票は、事業主が作成する雇用保険被保険者離職証明書（離職証明書）に基づき、公共職業安定所長が受理し、事業主が当該離職者に交付する（施行規則第17条1項、2項）。離職証明書は3枚複写となっていて、そのうちの1枚が被保険者が受け取る離職票となる。このため、資格喪失届の提出には原則として離職証明書を添付しなければならない（資格喪失の理由が離職以外の場合は添付不要）。なお、基本手当の受給資格がない場合や、懲戒解雇の場合であっても、被保険者が離職票の交付を希望したときは事業主は離職証明書を作成しなければならない。離職日において59歳以上である被保険者については、当該被保険者が離職票の交付を希望しなくても離職証明書を作成しなければならない（後述の「六十歳到達時等賃金証明書」の作成に必要なため。施行規則第7条2項）。離職理由について事業主が離職証明書に記した内容について離職者に異議がある場合は、離職票にその旨を記入する欄がある。
離職票の交付は原則として事業主を通して行うが、離職者が直接ハローワークに離職証明書を持参したときは、離職票を離職者本人に交付しなければならない。

## 財政

### 保険料
保険料率は労働保険の保険料の徴収等に関する法律（徴収法）に定めることとされ（第68条）、本来の保険料率はその本則において、
- 一般の事業は1.55%（内訳は失業等給付分が1.2%、二事業分が0.35%）（負担割合は事業主0.95%、被保険者0.6%）
- 農林水産・清酒製造業は1.75%（内訳は失業等給付分が1.4%、二事業分が0.35%）（負担割合は事業主1.05%、被保険者0.7%）
- 建設業は1.85%（内訳は失業等給付分が1.4%、二事業分が0.45%）（負担割合は事業主1.15%、被保険者0.7%）

とされている（徴収法第12条4項）。なお農林水産事業のうち、季節的に休業し、または事業の規模が縮小することのない事業として厚生労働大臣が指定する事業（以下の事業）については「一般の事業」として扱う（平成22年12月28日厚生労働省告示535号）。
- 牛馬育成、酪農、養鶏又は養豚の事業
- 園芸サービスの事業
- 内水面養殖の事業
- 船員が雇用される事業

しかし、徴収法において弾力条項が設けられ、厚生労働大臣は、毎会計年度において一定の要件に該当し、必要があると認めるときは、労働政策審議会の意見を聴いて、1年以内の期間を定め、保険料率を±0.4%以内で変更することができる（徴収法第12条5項）。また、所定の要件に該当するときは、1年間、二事業分の保険料が0.05%引き下げられる（徴収法第12条8項、9項）。これらの規定や個別の措置等により2017年度 (平成29年度)～2021年度 (令和3年度)の保険料率は本来の率よりも大幅に引き下げられてきたが、新型コロナウイルスの影響、企業の業績不振や人員不足、失業者の増加などから2022年度 (令和4年度)の保険料率は前年よりも引き上げられている。2022年 (令和4年)10月以降の保険料率は、
- 一般の事業は1.35%（内訳は失業等給付・育児休業給付分が1.0%、二事業分が0.35%）（負担割合は事業主0.85%、被保険者0.5%）
- 農林水産・清酒製造業は1.55%（内訳は失業等給付・育児休業給付分が1.2%、二事業分が0.35%）（負担割合は事業主0.95%、被保険者0.6%）
- 建設業は1.65%（内訳は失業等給付・育児休業給付分が1.2%、二事業分が0.45%）（負担割合は事業主1.05%、被保険者0.6%）

事業主の負担割合が多い理由は、失業等給付及び就職支援法事業分については労使で折半して負担するが、就職支援法部分を除く二事業分については事業主のみが負担するためである。なお厚生労働大臣は、弾力条項により保険料率を変更するに当たっては、被保険者の雇用及び失業の状況その他の事情を考慮し、雇用保険の事業に係る失業等給付の支給に支障が生じないようにするために必要な額の積立金を保有しつつ、雇用保険の事業に係る財政の均衡を保つことができるよう、配慮するものとする（徴収法第12条7項）。
派遣労働者については派遣元が適用事業主として保険料を納付するが、労災保険とは異なり、原則派遣先の実態にかかわらず「一般の事業」として扱う。
事業主は、被保険者が負担すべき保険料相当額を被保険者の賃金から控除することができるが、この控除は被保険者に賃金を支払う都度、当該賃金に応ずる額についてのみ行うことができる（徴収法第32条）。それゆえ、例えば1年分の被保険者負担保険料額の全額を1月分の賃金から控除するといったことはできない。1月に2回以上賃金の支払いがあった場合は、その都度（1回にまとめるのでなく）控除しなければならず、さらに健康保険や厚生年金とは異なり、賞与支払月の途中で退職した場合でもその月の賞与からも控除しなければならない。また、控除した場合、事業主は計算書を発行する義務がある（徴収法第31条、実際には給与明細に一括記載することが慣行となっている）。

### 国庫負担
失業については政府の経済政策、雇用政策と無縁ではなく、政府もその責任の一端を担うべきであることから、保険料に加え国庫負担金も用いられる（第66条1項〜5項、第67条）。国庫が負担する割合は、
- 日雇労働者求職者給付金及び広域延長給付に係る受給者に対する求職者給付:3分の1
- 求職者給付（日雇労働者求職者給付金及高年齢求職者給付金を除く）:4分の1
- 雇用継続給付（高年齢雇用継続基本給付金及び高年齢再就職給付金を除く）:8分の1
- 就職支援法事業の職業訓練受講給付金:2分の1

とされている（ただし、2017年度（平成29年度）から2019年度（平成31年度）の間は、それぞれの100分の10とする措置がなされている（附則第14条））。しかし、求職者給付のうちの高年齢求職者給付、就職促進給付、教育訓練給付、雇用継続給付のうちの高年齢雇用継続給付については、国庫負担はない。また、職業訓練受講給付金を除く二事業の運営に対しても、国庫負担はない。
また、国庫は、毎年、予算の範囲内で、就職支援法事業に要する費用（職業訓練受講給付金に要する費用を除く）及び雇用保険事業の事務の執行に要する費用を負担する（第66条6項）。

## 失業等給付
失業等給付は、「求職者給付」「就職促進給付」「教育訓練給付」「雇用継続給付」の4種類からなる。求職者給付の支給を受ける者は、必要に応じ職業能力の開発及び向上を図りつつ、誠実かつ熱心に求職活動を行うことにより、職業に就くよう努めなければならない（第10条の2）。

### 一般被保険者を対象とする求職者給付
一般被保険者が失業した場合に支給される。求職者が求職活動をする間の生活の安定を目的として支給され、「基本手当」「技能習得手当」「寄宿手当」「傷病手当」の4種類からなる。

#### 基本手当
基本手当は、一般被保険者が離職した場合に、労働の意思及び能力を有するにもかかわらず職業に就くことのできない状態にある場合に支給される。

##### 受給資格
一般被保険者の資格の喪失の確認を受けたものが失業している場合において、基本手当の受給資格を得るためには、原則、「離職の日以前の2年間」において、「被保険者期間」が「12か月以上ある」ことが必要である（第13条）。
「被保険者期間」の算定に当たっては、被保険者として雇用された期間を、資格喪失日の前日からさかのぼって1か月ごとに区切っていき、区切られた1か月の中に、賃金支払いの対象となった日数（賃金支払基礎日数）が11日以上ある場合にその1か月を被保険者期間の1か月とする。区切ったことにより1か月未満の端数が生じた場合、その端数が15日以上あり、かつその期間内に賃金支払基礎日数が11日以上ある場合、その端数を被保険者期間の1/2か月とする（第14条1項）。ただし、最後に被保険者となった日前に、当該被保険者が受給資格を取得したことがある場合には、当該受給資格（一般受給資格、高年齢受給資格、特別受給資格）に係る離職の日以前における被保険者であった期間は、「被保険者期間」に含めない。また被保険者となったことの確認があった日の2年前の日前における被保険者期間であった期間は、「被保険者期間」に含めない（第14条2項）。被保険者期間の計算は原則として提出された離職票によって行い、2枚以上の離職票を提出した場合は最新のものから順次遡って通算する。未払賃金がある場合でも、賃金計算の基礎となる日数が11 日以上あれば、その月は被保険者期間に算入するが、家族手当、住宅手当等の支給が1月分ある場合でも、本給が11日分未満しか支給されないときは、その月は被保険者期間に算入しない。
離職の日以前2年間（後述の特例の場合は1年間）において、以下の理由により、連続して30日以上賃金の支払いを受けることができなかった被保険者については、その賃金を受けることができなかった日数を「離職の日2年間（特例の場合は1年間）」に加算する。ただしその加算した期間が4年を越えるときは、これを4年として計算する（規則第18条）。なおこれらの理由が「離職の日2年間（特例の場合は1年間）」以前から継続している場合であっても、「離職の日2年間（特例の場合は1年間）」内にこれらの理由が30日以上なければ加算は認められない。受給要件の緩和を受けようとする場合には離職証明書に賃金の支払を受けなかった期間及び原因となった傷病名等その理由を記載する。
- 疾病・負傷（業務上・業務外を問わない）
- 事業主の責めに帰すべき理由以外の理由による事業所の休業（事業主の責めに帰すべき理由による場合には、労働基準法の規定により休業手当の支払が行われることとなるので、たとえその休業手当が未払になっても、賃金の支払を受けることができなかった場合に該当しない）
- 出産
- 事業主の命による外国勤務（いわゆる海外出向）
- 国と民間企業との間の人事交流に関する法律に規定する交流採用
- その他、管轄公共職業安定所長がやむを得ないと認めるもの
  - 争議行為（ストライキ、サボタージュ、ロックアウト等）
  - 事業主の命による他の事業主のもとにおける勤務（暫定任意適用事業所（任意加入の認可を受けたものを除く）への出向、取締役としての出向、65歳以降の者の出向）
  - 労働組合の専従職員としての勤務（在籍専従職員についてのみ）
  - 親族の疾病・負傷により必要とされる本人の看護
  - 3歳未満の子の育児
  - 配偶者の海外勤務に同行するための休職

##### 特定受給資格者・特定理由離職者
以下のいずれかに該当する者については、（離職の日以前2年間に被保険者期間が12か月以上ない場合であっても）離職の日以前の1年間において、被保険者期間が6か月以上ある場合については受給資格を得ることができる。
- 倒産、解雇（重責解雇を除く）、またはこれらに相当する理由（事業縮小、業績悪化による希望退職、いわゆる「雇い止め」など）により、離職した一般被保険者であった者（「特定受給資格者」）
- 「給付制限の対象とされない正当な理由のある自己都合」により離職した一般被保険者であった者、「有期雇用者において、希望に反して雇用契約が更新されなかったことにより離職した」一般被保険者であった者（倒産・解雇等離職者に該当する者以外の者に限る）（「特定理由離職者」）

これらに該当するかどうかは、事業主、離職者両方の主張を公共職業安定所が把握したうえで、事実確認の末、決定する。このため、これらの申出あるいは反論に際しては離職理由を確認できる資料を持参する必要がある。
事業主は、その雇用する被保険者が育児休業・介護休業等をした場合であって、当該被保険者が離職し、特定理由離職者又は特定受給資格者として受給資格の決定を受けることとなるときは、当該被保険者が当該離職したことにより被保険者でなくなった日の翌日から起算して10日以内に、雇用保険被保険者休業・所定労働時間短縮開始時賃金証明書を、その事業所の所在地を管轄する公共職業安定所長に提出しなければならない（雇用保険法施行規則第14条の4）。これにより、賃金日額の算定の際に特例が適用される。
ハローワークは事業所に対して雇い入れ関係助成金の支給を行っている（例として、障害者、母子家庭の母などのいわゆる「社会的弱者」を雇用した事業所等）。（雇用保険被保険者である）従業員を1人でも解雇（退職勧奨、解雇予告を含む）した事業所に対しては、雇い入れ関係助成金は相当期間支給されないのである。解雇でなくとも、上述の「特定受給資格者」と認定された離職者が相当数いる事業所についても同様の措置が取られる。したがって、特定受給資格者であるか否かについては、事業主、離職者双方の意見を聞いた上で、客観的証拠に基づき厳格に判定される。本来受給権が得られない雇用保険加入期間が1年未満の「正当な理由のある自己都合退職」による理由で離職した者についても、「特定理由離職者」としての判定を受けるため、客観的証拠に基づき厳格に判定される。

##### 就職困難者
受給資格決定時において以下のいずれかに該当する者は、「就職困難者」として扱われる（第22条2項、規則第32条）。受給資格決定後にその状態が生じた者は含めない。これらに該当するか否かの確認を行う場合、公共職業安定所長が必要であると認めるときには、その者がこれらに該当する者であることの事実を証明する書類の提出を命ずることができる。
- 障害者雇用促進法に定める身体障害者・知的障害者・精神障害者
- 更生保護法第48条各号（保護観察対象者）又は第85条1項各号（更生緊急保護）に掲げる者であって、その者の職業のあっせんに関し保護観察所長から公共職業安定所長に連絡のあったもの
- 令和6年改正法施行前の売春防止法第26条1項（仮退院中の保護観察）の規定により保護観察に付された者であって、令和6年3月31日までにその者の職業のあっせんに関し保護観察所長から公共職業安定所長に連絡のあったもの
- 社会的事情により就職が著しく阻害されている者[注 11]
  - アイヌ地区住民
  - 高年齢者雇用安定法第20条の規定に基づく中高年齢失業者等求職手帳を所持する者
  - その他教育・就労環境等により公共職業安定所長が就職が著しく困難であると認める者であって、35歳以上のもの

##### 離職理由
離職理由は提出された離職票に記載された理由によって判定する。2枚以上の離職票を提出した場合は、そのうち最新のものによって判定する。離職した者であっても、下記の者は「労働の意思及び能力」が無いと判断され、給付の対象とはならない。
- 退職して休養を希望する者
  - 60歳以上で定年退職・定年後の有期雇用期限の到来により退職した者で、休養を希望する者は、申請により退職後1年の期間に限って受給期間を延長することができる。
- 結婚して家事に専念する者
  - 妊娠、出産、育児、老病者の看護その他家事家業の手伝いのために退職した者については、労働の意思及び能力の有無の判定を慎重に行って、受給資格の決定を行うこととされる。なお、妊娠、出産、育児等の理由で退職した者については、受給期間を延長することができる。
- 学業に専念する者（いわゆる「昼間学生」）
- 内職、自営業を行う者・自営業の準備に専念する者
  - いわゆる「士業」（弁護士、公認会計士、税理士、社会保険労務士等）の資格を持つ者は、労働者として勤務していた事業所を退職しても、その資格に基づく法定の登録をしている場合、登録の資格で個人事業を営んでいるとされ、基本手当の支給対象とならなかったが、平成25年から取扱いが変更となり、開業や事業所へ勤務している事実がないと確認されれば支給対象となる。
- 会社の役員（取締役、監査役）である者

##### 失業の認定
離職者が基本手当を受けるには、離職後、自らの意思に基づいて自己の住居を管轄するハローワークに出頭し、求職の申込みを行い、所持するすべての離職票を提出（受給期間延長通知書を持っている場合はこれも併せて）する必要がある（規則第19条）。これを受けて公共職業安定所長は、離職者に受給資格ありと認めるときには受給資格の決定を行い、受給資格者証を交付し、失業の「認定日」（約4週間後）を定めて受給資格者に通知する。初めて出頭した日から約1〜2週間後に開催日が設定される雇用保険受給者初回説明会（雇用保険説明会）において受給要件・手続き等についての説明がハローワークからなされる。
「認定日」に受給資格者がハローワークに出頭し、失業認定申告書と受給資格者証を提出し、職業の紹介を求めたうえで、「失業の認定」を受けなければならない（規則第22条）。公共職業安定所長はこれを受けて、「前回の認定日から今回の認定日の前日までの期間」（認定対象期間）に属する各日について「失業の認定」を行い、受給資格者証を返付し、認定日数分の基本手当が支給される。失業状態が続く場合において、「認定日」は原則4週間ごとに設定される。ただし公共職業訓練等を受ける受給資格者の場合は1月ごとに設定される。基本手当の支給方法は、原則として本人名義の金融機関口座への振込であるが、やむをえない場合はハローワークでの現金手渡しが可能である（規則第44、45条）。また現金手渡しの場合は、支給日にやむをえない事由で出頭できない場合は代理人による受給が可能である。
「失業の認定」は求職活動の確認をする「認定日」においてのみ行いうる（第30条）。「認定日」以外の日において失業の認定を受けることは原則としてできず、「認定日」に出頭しなければ、原則として認定対象期間全部について失業の認定はされない。失業の認定に関して必要があるときは、公共職業安定所長は受給資格者に対して本人確認書類の提出を命ずることができる。なお、職業に就くためその他やむを得ない理由により「認定日」に出頭できない場合は、その旨を管轄公共職業安定所長に事前に（事態急迫等の場合は次回の認定日の前日までに）申し出ることにより、その申し出をした日において「失業の認定」を受けることができる（認定日の変更、第15条3項）。また以下のいずれかの事由に該当するときは、その理由がやんだ後における最初の失業の認定日に出頭することで、失業の認定を受けることができる（証明認定、第15条4項）。このような状況になった場合はハローワークへ連絡して指示を受けることとなり、通例、証明書類（例えば採用試験や面接の場合、応募先の証明）の提出が求められる。
- ハローワークの紹介による採用試験・面接・就職（入社が決まっている場合等）
- ハローワークの指示による公共職業訓練等の受講（この場合は出頭不要）
- 受給者本人の疾病・負傷（15日未満）
- 天災その他やむをえない理由（受給者本人の親族の看護・危篤・死亡した場合、証人等として官公署へ出頭等）

「認定日」に給付を受けようとする者が自らハローワークに出頭し求職の申し込みをすることにより、「労働の意思及び能力」があることの確認がなされる。したがって、代理人を出頭させることによる「失業の認定」や郵送による「失業の認定」は行うことができない。
離職後最初に求職の申し込みをした日以後、失業であった日（ケガや病気で職業に就くことができない日を含む）が通算して7日に満たない間については基本手当は支給されない。これを「待期」という（第21条）。待期の7日間についても「失業の認定」は必要である。待期は1受給期間内につき1回で足りるので、1回満了すれば新たな受給資格を取得しない限り、受給期間内の再離職後の求職申込時には待期は要求されない。また待期の途中で就職した場合は、新たな受給資格を取得しない限り、受給期間内の再離職後の求職申込時には待期の残日数のみを満たせば待期は完了する。
就職意思の有無については、雇用保険の加入対象となる労働条件、すなわち、1週間に20時間以上の就労を希望しているか否かが判断基準とされる。したがって、短時間の就労や随意的な就労を希望する者については、「労働の意思及び能力」があるとは認定されない。勉学、休養、旅行などの理由により、直ちに就職することを希望しない者については、当然、「労働の意思及び能力」はないものとして扱われる。特別の理由がないのに本人に不適当な労働条件その他の不適当な求職条件の希望を固執する者については、「労働の意思及び能力」の有無の判定を慎重に行う。
契約期間が7日以上の一の雇用契約における週所定労働時間が20時間以上であって、かつ、1週間の実際に就労する日が4日以上の場合は、当該一の雇用契約に基づいて就労が継続している期間は、実際に就労しない日を含めて就職しているものとして取り扱う。この期間は待期の7日間にも数えられない。
1週間の間に20時間未満働いた場合において、他に安定した職業に就くために求職活動を行っている場合については、失業であった日について認定がなされる。例えば、1週間（7日間）の間に2日間アルバイトをすれば、アルバイトをしなかった5日間が失業であったと認定（基本手当が給付）される。ここで言う「アルバイト」とは1日に4時間以上働いた場合を指す（現実の収入の有無は問わない）。1日に4時間未満働いた場合においては働いた日であっても認定されるが（「内職」「手伝い」程度とみなされる）、収入を得た段階で収入額に応じて減額支給されることとなる。なお1日の労働時間が4時間未満であっても、それに専念するため安定所の職業紹介にすぐには応じられないなど、他に求職活動を行わない場合は、当然に、労働の意思及び能力がないものとして取り扱う。自営業を開始するための準備、国内外のボランティア活動への参加（受給期間の延長事由に該当する場合を除く）、家業への従事についても同様に1日4時間以上の活動を行った場合は就職しているものとして取り扱う。
受給資格者が住所を変更した場合において認定を受けようとするときは、「認定日」までに受給資格者住所変更届を管轄公共職業安定所長に提出しなければならない。

##### 求職活動
失業認定がされる要件として、「失業」状態にあるということに加えて、「求職活動」を所定の回数以上行ったことを公共職業安定所長が確認することが必要である。公共職業安定所長は、確認の際には、受給資格者に対し、職業紹介又は職業指導を行うものとされる。「求職活動」とは、以下のものを指す。
- 求人への応募（実際に面接を受けた場合だけではなく、応募書類の郵送、筆記試験の受験等も含まれる。ただし、書類選考、筆記試験、採用面接等が一の求人に係る一連の選考過程である場合には、そのいずれまでを受けたかにかかわらず、一の応募として取り扱う）。ハローワークの紹介によるものであるか否かを問わない。
- ハローワーク（船員を希望する者については、地方運輸局、船員雇用促進センター）もしくは厚生労働大臣の許可・認可を受けた民間職業紹介機関（転職エージェント）・派遣会社、公的な機関等（雇用・能力開発機構、高年齢者雇用開発協会、地方自治体、求人情報提供会社など）が行う職業指導もしくは職業紹介、個別相談が可能な企業説明会（いわゆる「適職フェア」など）、セミナー受講、新聞社が主催する合同求人面接会への参加
- 再就職に資する各種国家試験、検定等の資格試験の受験

これらの活動を認定対象期間内（原則4週間）に2回以上行っていれば認定となる。ただし次の場合に限り下記の要件を満たせば認定となる。
- 離職理由による給付制限が課せられない場合は、初回の認定対象期間内は求職活動を1回以上行なっていればよい（通常、雇用保険説明会に出席すれば認定となる）。
- 離職理由による給付制限が課せられているときは、待期期間経過後、給付制限期間（原則3か月）終了直後の失業認定日の前日までに求職活動を3回以上行なっている必要がある（初回のみであり、以降の認定日については2回以上でよい）。
- 求人に応募（ハローワークの紹介であるか否かを問わない）した場合は、求職活動1回以上でよい（結果が通知されるまでの期間は引き続き求職活動を行っているものとみなされる）。
- 「就職困難者」は、各認定日ごとに求職活動を1回以上行っていれば認定される。
- 認定対象期間が7日未満の場合、待期期間が満了したということのみの認定を受ける場合は、求職活動を行っていなくとも認定される。
- 認定対象期間が7日以上14日未満の場合については、求職活動を1回以上行っていれば認定される。
- 巡回職業相談所における失業の認定及び市長村長の取次による失業の認定を行う場合については、求職活動を1回以上行っていれば認定される。

以下の行為は、「求職活動」とはならない。
- 新聞、雑誌、インターネットでの求人情報閲覧。
- 知人への単なる就職あっせん依頼。
- インターネット等による単なる派遣就業登録など。
- 単なる職業紹介機関への登録。

「求職活動」という概念が導入されたのは、2003年9月からである。それまでは、仕事を探していたかどうかということについては厳密な確認を求めずに認定を行っていたが、雇用保険制度のありかたが見直される中で「求職活動」という概念が導入されるに至った（失業認定の厳格化）。「失業認定の厳格化」と言っても、雇用保険は「失業」すなわち、仕事を探している者に対して支給がなされるものであることは全く変わっておらず、「求職活動」として掲げられている事項については、仕事を探しているならば当然に行っているべきである事項を列挙したに過ぎないというのが厚生労働省の見解である。

##### 基本手当日額
失業したと認定された1日あたりに支給される金額を、「基本手当日額」という。例えば、認定日において20日失業したと認定されれば、「基本手当日額」に20を乗じた基本手当が支給される。
「基本手当日額」は、原則、最後の6か月間の賃金（税引前）の総和を180で除した金額（賃金日額）の45〜80%の金額である（第16条、第17条）。厚生労働大臣は、毎月勤労統計による前年度の平均給与額の変動した比率に応じて、その翌年度の8月1日以後の賃金日額の下限・上限額、基本手当日額の算定のための給付率を乗じる賃金日額の範囲となる額（自動変更対象額。10円未満四捨五入)を変更しなければならない（第18条1項、2項）。
- ここでいう「賃金」とは、「被保険者として雇用された期間に対するものとして同期間中に事業主の支払義務が確定した賃金」とされている。したがって、事業主の支払義務が離職後に確定したもの（離職後に労使協議により離職前にさかのぼって昇給が実施された場合等）はここでいう「賃金」には算入しない。また、臨時に支払われる賃金及び3か月を超える期間ごとに支払われる賃金（いわゆる「ボーナス」や「退職金」等）は含めない。取締役等、会社の役員が被保険者として認められた場合でも、役員報酬の部分は「賃金」に含めず、労働者としての「賃金」のみを算入する。なお、賃金が日給制・時給制・請負制によって定められている者の場合、最後の6か月間の賃金の総額を、最後の6か月間の労働日数で除した額の70%が最低保障される（短時間労働者には最低保障は適用されない）。

賃金日額は、受給資格にかかる離職の日の年齢により上限が異なる。2019年 (令和元年)8月以降、上限（最高額）は、離職時の年齢が30歳未満の者については13,630円、30歳以上45歳未満の者については15,140円、45歳以上60歳未満の者については16,670円、60歳以上65歳未満の者については15,890円。下限は年齢にかかわらず2,500円である（第17条4項、令和元年7月31日厚生労働省告示76号）。また自動改定された下限額が最低賃金日額（地域別最低賃金の額の全国加重平均額×20/7。施行規則第28条の5）を下回る場合は、当該最低賃金日額が下限額とされる（第18条3項）。これは最低賃金との逆転現象が生じないようにするためである。
- 基本手当日額の算定は、賃金日額が2,500円以上5,010円未満である場合は、賃金日額の80%となる。賃金日額が5,010円以上の場合は60歳未満で離職した者と60歳以上〜65歳未満で離職した者とでは算定式が一部異なり、60歳未満の場合は、賃金日額が12,330円以下の場合は賃金日額の50〜80%、12,330円を超える場合は賃金日額の50%となる。60歳以上65歳未満の場合は、賃金日額が11,090円以下の場合は賃金日額の45〜80%、11,090円を超える場合は賃金日額の45%となる（1円未満は切り捨て）。
- 特定受給資格者・特定理由離職者については、その離職事由の発生する前と離職時における賃金日額とを比較し、高いほうで算定する。
- 基本手当日額は、離職した理由や給付を受ける者の住所地において区別はされない。

受給資格者が、失業の認定に係る期間中に自己の労働によって収入を得た場合には、その収入の基礎となった日数分の基本手当の支給については、以下の通りとする（第19条1項）。厚生労働大臣は、年度の平均給与額が、直近の控除額が変更された年度の前年度の平均給与額を超え、又は下るに至った場合においては、その上昇し、又は低下した比率を基準として、その翌年度の8月1日以後の控除額を変更しなければならないとされ（第19条2項）、「控除額」は2019年 (令和元年)8月以後、1,306円である（令和元年7月31日厚生労働省告示77号）。
- その収入の1日分に相当する額（収入の総額を基礎日数で除して得た額）から「控除額」を控除した額と基本手当の日額との合計額が賃金日額の80%に相当する額を超えないときは、基本手当の日額に基礎日数を乗じて得た額を支給する（基本手当が全額支給される）。
- 合計額が賃金日額の80%に相当する額を超えるときは、超過額を基本手当の日額から控除した残りの額に基礎日数を乗じて得た額を支給する（基本手当から超過分が減額され支給される）。
- 超過額が基本手当の日額以上であるときは、基礎日数分の基本手当を支給しない。

特別支給の老齢厚生年金（60歳代前半の老齢厚生年金）の受給権者が求職の申込をした場合、その翌月から基本手当の支給を受け終わった月又は受給期間が経過するに至った月まで、老齢厚生年金は支給停止される（基本手当は支給停止されない。厚生年金保険法附則第11条の5）。

##### 所定給付日数
「失業」状態にあれば無制限に給付がなされるのではなく、給付日数には上限が定められている。基本手当が支給される上限日数を「所定給付日数」という。「所定給付日数」は、「失業状態であると認定されれば基本手当を受給することができる最大限度の日数の見込み」という意味である。したがって、失業すれば所定給付日数のすべてを当然に受給できるという考え方は誤りである。
一般の受給資格者（特定受給資格者・就職困難者でない者）の所定給付日数は、離職日の年齢を問わず、算定基礎期間が10年未満の者については90日、10年以上20年未満の者については120日、20年以上の者については150日である（第22条1項）。
特定受給資格者（就職困難者を除く）の所定給付日数は、離職時の年齢や被保険者期間によって異なる。算定基礎期間が1年未満の者は離職日の年齢を問わず90日、1年以上の者については、90日（算定基礎期間が5年未満の者のうち30歳未満の者）〜330日（算定基礎期間が20年以上の者のうち45歳以上60歳未満の者）とされる（第23条）。
| 年齢/算定基礎期間 | 1年未満 | 1年以上5年未満 | 5年以上10年未満 | 10年以上20年未満 | 20年以上 |
| ----------------- | ------- | -------------- | --------------- | ---------------- | -------- |
| 30歳未満          | 90日    | 90日           | 120日           | 180日            | -        |
| 30歳以上35歳未満  | 90日    | 120日          | 180日           | 210日            | 240日    |
| 35歳以上45歳未満  | 90日    | 150日          | 180日           | 240日            | 270日    |
| 45歳以上60歳未満  | 90日    | 180日          | 240日           | 270日            | 330日    |
| 60歳以上65歳未満  | 90日    | 150日          | 180日           | 210日            | 240日    |

特定理由離職者（就職困難者を除く）については、当分の間（受給資格に係る離職日が2009年（平成21年）3月31日から2022年（令和4年, 「平成34年」）3月31日までの間にある場合）の措置として、特定受給資格者とみなして所定給付日数の規定が適用される。ただし、特定理由離職者の中でも正当理由のある自己都合退職者については離職の日以前2年間において被保険者期間が通算して12か月未満である者に限られる（附則第4条）。
就職困難者の所定給付日数は、算定基礎期間が1年未満の者は離職日の年齢にかかわらず150日、1年以上の者は離職日の年齢が45歳未満であれば300日、45〜65歳であれば360日である。なお、離職理由による区別はない（第22条2項）。
なお、ここでいう「算定基礎期間」とは、原則として被保険者であった期間と同一であるが、離職直前の事業主に雇用されていた期間にとどまらず、その前に被保険者であった期間があればそれを通算する（第22条3項）。ただし以下の被保険者であった期間は算入しない。
- 離職後1年以内に被保険者資格を再取得しなかった場合の前の被保険者であった期間
- 以前に基本手当又は特例一時金の支給を受けたことがある場合の、当該給付の算定基礎となった被保険者であった期間
- 育児休業給付金の支給を受けたことがある場合の、当該給付金の支給に係る休業期間

##### 受給期間
基本手当を受給することができる期間を「受給期間」という。受給期間は離職日の翌日から1年間である（第20条）。したがって、離職してから1年以上経過した日に失業していた日があった場合、所定給付日数が残っていたとしても受給することはできない。ただし、所定給付日数が360日である受給資格者（45〜65歳の就職困難者であって算定基礎期間が1年以上ある者）については受給期間が60日加算され、所定給付日数が330日である受給資格者（45〜60歳の特定受給資格者であって算定基礎期間が20年以上である者）については受給期間が30日加算される。
受給期間内に就職し、その期間内に再離職し、当該受給期間内に係る受給資格に基づき基本手当の支給を受けようとするときは、ハローワークに出頭し、その保管する受給資格者証を離職票又は雇用保険被保険者資格喪失確認通知書に添えて提出しなければならない。
定年退職者の特例
60歳（船員は50歳）以上で定年退職・定年後の継続雇用期限到来により退職した者については、当該離職後一定期間求職の申込をしないことを希望する場合、その希望する期間（猶予期間、上限1年）相当の期間が受給期間に加算される（第20条2項）。離職日の翌日から2か月以内に、受給期間延長申請書に離職票を添えて申請する。この場合、猶予期間内に求職の申込をすると加算される期間はその求職の申込をした日の前日までの期間相当分となる。つまり、単に休養したいという理由だけで最長1年間の受給期間の延長が認められるのである。
就労不能者の特例
以下の理由により引き続き30日以上職業に就くことができない場合においては、職業に就くことができなくなった日の翌日から、離職日の翌日から起算して4年を経過する日（加算された期間が4年に満たない場合は、当該期間の最後の日）までの間に、受給資格者証又は離職票を添えて申請することにより、前述の「受給期間」に当該職業に就くことができない期間を加算することができる（第20条1項、施行規則第30条）。
1. 妊娠
  - 産前6週間以内に限らず、本人が、妊娠のために職業に就き得ない旨を申し出た場合には、受給期間の延長を行う。
2. 出産
  - 出産は妊娠4か月以上[注 16]の分娩とし、生産、死産、早産を問わない。出産は本人の出産に限られる。出産のため職業に就くことができないと認められる期間は、通常は、出産予定日の6週間（多胎妊娠の場合にあっては14週間）前の日以後出産の日の翌日から8週間を経過する日までの間である。
3. 育児
  - この場合、育児とは、3歳未満の乳幼児の育児とし、申請者が社会通念上やむを得ないと認められる理由により親族にあたる3歳未満の乳幼児を預かり、育児を行う場合にも、受給期間の延長を認めることとして差し支えない。また、特別養子縁組を成立させるための監護に係る育児を行う場合についても、法律上の親子関係に基づく子に準じて受給期間の延長を認めることとして差し支えない。
4. 疾病・負傷
  - 当該傷病を理由として傷病手当の支給を受ける場合には、当該傷病に係る期間については、受給期間の延長の措置の対象とはしない。したがって、受給期間の延長を申請した後に、同一の傷病を理由として傷病手当の支給を申請した場合には、受給期間の延長の措置が取り消されることとなる。離職後最初の求職の申込み後の傷病については、本人の申出により、傷病手当の支給申請か受給期間の延長申請かのいずれかを選択させる。
5. その他管轄公共職業安定所長がやむを得ないと認めるもの
  - 家族の看護（民法上の親族が常時受給者本人の介護を必要とする場合や小学校入学前の子供の看護のため働けないとき）
  - 知的障害者更生施設又は機能回復訓練施設への入所
  - 正当かつ公的な理由のある海外渡航
    - 事業主の命による配偶者の海外勤務に同行（配偶者が事業主の命によらず海外で就職する場合は含まない）
    - 青年海外協力隊（国際協力機構=JICA）など公的機関が行う海外技術指導ボランティアに参加（派遣前に行われる日本国内での訓練初日より受給期間を延長できる。ただし、青年海外協力隊以外の公的機関が行う海外技術指導等の中には、ボランティア（自発的に専門的技術や時間、労力を提供する行為）ではなく就職と認められ、受給期間の延長事由に該当しない場合があるので留意する。）
    - 公的機関が募集するボランティア活動（天災の被災地を支援するものなどが該当する）に参加する場合

「定年退職者の特例」と「就労不能者の特例」は併用可能である。受給期間の延長の申出は、代理人又は郵送によることが可能である。
「引き続き30日以上」は、30日以上継続することを要し、断続があってはならない。ただし、以下のいずれにも該当する場合には、これらの期間の日数をすべて加算することができる。
- 離職の日以前2年間（特例受給資格者等は1年間）において、受給要件に緩和が認めらえる理由により賃金の支払いを受けることができなかった期間があること。
- 同一の理由により賃金の支払いを受けることができなかった期間と途中で中断した場合の中断した期間との間が30日未満であり、同一の理由で途中で中断したものであると判断できること。

職業に就くことができない期間として猶予が認められるのは、「本来の受給期間」と「職業に就くことができない期間」の合計が最大4年間（「本来の受給期間」が1年を超える場合、4年間を過ぎてもその超えた日数分は認められる）である。この間に受給できなかった給付日数は失効することとなる。「受給期間の延長」が認められるのは、「職業に就くことができない」期間についてのみである。例えば、病気を理由に受給期間の延長が認められた場合、病気が治癒し就職が可能な状態に回復するまでの期間しか受給期間の延長は認められないのである。受給期間の延長を行った者がハローワークに来所しないまま再就職した後、新たな受給資格を得ない段階で離職した場合、以前の離職票に基づく受給ができなくなる場合がある。傷病を理由としない休養、留学、進学、官憲による身柄の拘束（当該逮捕、勾留及び刑の執行が不当であったことが裁判上明らかとなった場合を除く）といった理由では受給期間の延長は認められない。

##### 延長給付
所定給付日数分の基本手当の支給では十分な保護が図れない場合に、所定給付日数を越えて基本手当を支給する制度が「延長給付」である。所定の受給期間を超えて延長給付が行われる場合、当該延長給付の終了日まで受給期間も延長される。以下の5種類がある。
- 訓練延長給付
受給資格者が公共職業安定所長の指示した公共職業訓練（2年以内のものに限る）を受ける場合、訓練開始日の前日までの90日間（失業している日に限る）・当該職業訓練期間について、所定給付日数を超えて基本手当が支給される（第24条）。
当該訓練終了日において、基本手当の支給残日数が30日未満の場合、当該残日数では就職の見込がなく、かつ職業指導その他再就職の援助が必要と認められる者については、30日から当該残日数を差し引いた日数分を限度として、所定給付日数を超えて基本手当が支給され、受給期間もその日数分延長される。
- 広域延長給付
地域に多数の失業者が集中的に発生滞留し、当該地域ではこれらの失業者を就職させることが困難となる場合には、公共職業安定所長が当該地域において職業の斡旋を受けることが適当と認める受給資格者に、90日を限度として所定給付日数を超えて基本手当が支給される（第25条）。船員の求人を希望する者は、広域延長給付の対象とはならない。
厚生労働大臣は、その地域における基本手当の初回受給率が全国平均の初回受給率の2倍以上となり、かつその状態が継続すると認める場合、その必要に応じ広域延長給付を発動する決定をすることができる。
「職業の斡旋を受けることが適当と認める受給資格者」とは、以下に該当する者である。
  - 求職者であって、就職のため、他地域への移動の意思があり、かつ、移動することが環境上からも可能であるものであること。
  - その者が有している技能、経験、健康その他の状況からみて、広域職業紹介活動による職業のあっせんが可能である者であること。
  - 就職予定者及びその者が有している技能、経験等からみて当該地域内において短期間内に就職し得ることが可能であると認められる者でないこと。

広域延長給付を受ける者が、厚生労働大臣の指定区域内に住所を変更した場合、引き続き広域延長給付を受けることができる。一方、指定区域外に住所を変更した場合は広域延長給付は受けられなくなる。
- 全国延長給付
失業の状況が全国的に著しく悪化したときに、受給資格者の就職状況からみて必要と認めるときは、すべての受給資格者を対象として90日を限度として所定給付日数を超えて基本手当が支給される（第27条）。
厚生労働大臣は、連続する4月間の各月における全国の基本手当の受給率が4%を超え、同期間の各月における初回受給率（（基本手当の支給を受けた受給資格者数）/（基本手当の支給を受けた受給資格者数+被保険者数）））が低下する傾向になく、かつ、これらの状態が継続すると認められる場合、その必要に応じ全国延長給付を発動する決定をすることができる。
広域延長給付・全国延長給付は、期間を限って実施される。そのため、その期間の末日が到来したときには、当該延長給付の支給終了前であっても、当該延長給付は打ち切られる。
- 地域延長給付
受給資格に係る離職日が2022年（令和4年）3月31日以前である受給資格者（就職困難者以外の受給資格者であって、特定受給資格者もしくは特定理由離職者（希望に反して契約更新がなかったことによる離職者に限る））であって、厚生労働省令に定める基準に照らして雇用機会が不足していると認められる地域として厚生労働大臣が指定する地域（最近1か月において、その地域を管轄する公共職業安定所において求職の登録をした者であって就職したもののうちその地域において就職した者の割合が50%に満たない地域等）内に居住し、かつ、公共職業安定所長が指導基準に照らして再就職を促進するために必要な職業指導を行うことが適当であると認めたもの（個別延長給付を受けることができる者を除く）については、受給期間内の失業している日について、60日（35〜60歳で被保険者期間が20年以上の者は30日）を限度として所定給付日数を超えて基本手当が支給される（附則第5条）。
- 個別延長給付
就職困難者以外の受給資格者であって、特定受給資格者もしくは特定理由離職者（希望に反して契約更新がなかったことによる離職者に限る）であって、以下の1〜3のいずれかに該当し、かつ公共職業安定所長が指導基準に照らして再就職を促進するために必要な職業指導を行うことが適当であると認めたものについては、受給期間内の失業している日について、1，3の場合は60日（35〜60歳で被保険者期間が20年以上の者は30日）、2の場合は120日（35〜60歳で被保険者期間が20年以上の者は90日）を限度として所定給付日数を超えて基本手当が支給される（第24条の2）。
  1. 心身の基準が以下のいずれかに該当する者
    - 難治性疾患を有するもの
    - 発達障害者支援法第2条に規定する発達障害者
    - 障害者雇用促進法第2条に規定する障害者

  2. 雇用されていた適用事業が、激甚災害法第2条の規定により指定された激甚災害の被害を受けたため離職を余儀なくされた者又は離職したものとみなされた者で政令で定める基準に照らして職業に就くことが特に困難であると認められる地域として厚生労働大臣が指定する地域内に居住する者
  3. 雇用されていた適用事業が、激甚災害その他厚生労働省令で定める災害の被害を受けたため離職を余儀なくされた者又は離職したものとみなされた者（2に該当する者を除く）

リーマンショック時の暫定措置として実施された「個別延長給付」は平成29年3月31日で終了し、同名で内容の異なる新たな延長給付が平成29年4月1日より実施されている。
「指導基準に照らして」とは、具体的には具体的には受給資格者が次のいずれにも該当することをいう（規則第38条の3）。
  - 特に誠実かつ熱心に求職活動を行っているにもかかわらず、基本手当の支給を受け終わる日までに職業に就く見込みがなく、かつ、特に職業指導その他再就職の援助を行う必要があると認められること。
  - 当該受給資格取得後最初に求職の申し込みをした日以後、正当な理由なくハローワークの紹介する就職・職業訓練・職業指導を拒否したことがないこと。
- 新型コロナウイルス感染拡大に伴った臨時特例による延長給付
2020年の新型コロナウイルスの感染拡大による失業者を支援する為、同年6月12日の第201回国会にて、「新型コロナウイルス感染症等の影響に対応するための雇用保険法の臨時特例等に関する法律」が成立。給付日数が最大で60日延長された[9]。
対象者は以下の通り、改正・新型インフルエンザ等対策特別措置法に基づく緊急事態宣言の発令日及び全面解除日が基準となる。

| 離職日                                           | 対象者                                                                                              |
| ------------------------------------------------ | --------------------------------------------------------------------------------------------------- |
| ～2020年4月7日 （緊急事態宣言発令以前）          | 離職理由を問わず、全受給者が対象                                                                    |
| 2020年4月8日～同年5月25日 （緊急事態宣言発令中） | 特定受給資格者及び特定理由離職者                                                                    |
| 2020年5月26日～ （緊急事態宣言全国解除日以降）   | 特定受給資格者及び特定理由離職者であり、かつ、 新型コロナウイルスの影響により離職を余儀なくされた者 |

2種類以上の延長給付を同時に受けることはできず、個別、地域、広域、全国、訓練の順で優先的に給付される（第28条）。劣後する延長給付を受けているときに優先する延長給付を受けることとなったときは、劣後する延長給付は一時延期され、優先する延長給付の終了後に劣後する延長給付を再開する。このため、2種類以上の延長給付を連続して受ける場合、合計で90日を超えることがある。

#### 技能習得手当
技能習得手当には、公共職業訓練（2年を超えるものを除く）の受講の指示を受けた者に対する「受講手当」（職業訓練を受講した日1日あたり500円、上限40日分）、および「通所手当」（原則、片道2キロメートル以上の場合に、公共交通機関の乗車料金の実費。上限月額42,500円）がある（第36条1項、施行規則第56条~第59条）。ただし基本手当の支給の対象となる日に限る（技能習得手当は、基本手当に加えて支給されるものである）。
公共職業訓練の受講指示を受けた者は、所定給付日数の給付を受けた終えた後でも訓練修了まで引き続き延長して基本手当、受講手当、通所手当の給付がなされる（上述「訓練延長給付」）。

#### 寄宿手当
寄宿手当は、受給資格者が、公共職業安定所長の指示した公共職業訓練等（2年を超えるものを除く）を受けるために、その者により生計を維持されている同居の親族と別居して寄宿する場合に、月額10,700円が支給される（第36条2項、施行規則第60条）。ただし公共職業訓練等を受ける期間に属し、かつ基本手当の支給の対象となる日に限る（寄宿手当は、基本手当に加えて支給されるものである）。したがって開始前の寄宿日について支給されることはない。
技能習得手当・寄宿手当は、次に掲げる日のある月については、日割計算で減額された額となる。
- 受給資格者が親族と別居して寄宿していない日（寄宿手当のみ）
- 公共職業訓練等を受ける期間に属さない日
- 基本手当の支給の対象となる日（内職収入により減額され基本手当が支給されなかった日を含む）以外の日
- 受給資格者が、天災その他やむを得ない理由がないと認められるにもかかわらず、公共職業訓練等を受けなかった日

#### 傷病手当
受給資格者が、求職の申込み後、連続15日以上引き続いて傷病のために職業に就くことができない場合に、当該傷病のために基本手当の支給を受けることができない日（傷病の認定を受けた日に限る）について、基本手当の日額に相当する額の傷病手当が支給される（第37条、施行規則第63条~第65条。職業に就くことができない理由のやんだ後における最初の基本手当の支給日までに、申請書に受給資格者証を添えてハローワークに提出しなければならない。
疾病又は負傷のため職業に就くことができない状態が、当該受給資格に係る離職前から継続している場合、又はかかる状態が当該受給資格に係る離職後に生じた場合であっても、出頭し求職の申込みを行う前に生じその後も継続しているものであるときは、傷病手当の支給の対象とはならない（求職の申込みを行う以前に疾病又は負傷により職業に就くことができない状態にある者は、傷病手当の支給の対象とはならないが、受給期間の延長を申し出ることができる）。つわり又は切迫流産（医学的に疾病と認められるものに限る）のため職業に就くことができない場合には、その原因となる妊娠の日が求職申込みの日前であっても当該つわり又は切迫流産が求職申込後に生じた場合には、傷病手当を支給し得る。
15日未満の場合は証明認定で基本手当の支給を受けることができるので、傷病手当は支給されない。待期期間中、給付制限期間中には支給されない。労働の意思又は能力がないと認められる者が傷病となった場合には、疾病又は負傷のため職業に就くことができないとは認められないから、傷病手当は支給できない。産前産後の期間において傷病を併発している場合においては、たとえその傷病がなくとも産前産後の期間であることによって通常は基本手当を受けられないものであるから、当該期間は傷病手当を支給しない。また、健康保険法による傷病手当金、労働基準法による休業補償、労働者災害補償保険法による休業（補償）給付又はこれらに相当する給付を受けることができる日については支給されない。延長給付を受給中の受給資格者には支給されない。傷病手当を受給中の期間に自己の労働による収入があった場合は、基本手当と同様に減額調整される。傷病手当を受給した場合、当該傷病を理由として受給期間を延長させることはできない。

### 一般被保険者以外を対象とする求職者給付

#### 高年齢求職者給付金
離職による高年齢者被保険者の資格喪失の確認を受けた者が失業している場合において、離職の日以前1年間（疾病、負傷等により4年まで延長可）に被保険者期間（一般被保険者であった期間を含む）が通算して6か月以上であったときに、高年齢求職者給付金が支給される（第37条の3）。受けようとする者は、離職の日の翌日から起算して1年を経過する日（受給期限日、延長なし）までに管轄ハローワークに出頭して求職の申し込みをしたうえで失業の認定を受けなければならない。支給額は、高年齢受給資格者を基本手当の受給資格者をみなして計算した基本手当の日額相当額（離職日において30歳未満である受給資格者の賃金日額の上限額を適用）に、算定基礎期間が1年未満の者は30日分、1年以上の者は50日分を乗じて得た額である。ただし認定日から受給期限日までの日数が30（50）日未満である場合はその日数分である（第37条の4）。なお、離職の理由は問わない。基本手当と同様の待期や給付制限がある。
高年齢求職者給付金は一時金であるので、失業の認定は1回のみでよく、また認定日に失業の状態にありさえすればたとえ翌日から就職したとしても支給される。また、失業期間中に労働による収入や公的年金の受給があっても減額されず、それを届け出る必要もない。ただし受給期間や所定の給付日数が延長されることはない。

#### 特例一時金
離職による短期雇用特例被保険者の資格喪失の確認を受けた者が失業している場合において、離職の日以前1年間（疾病、負傷等により4年まで延長可）に被保険者期間が通算して6か月以上であったときに、特例一時金が支給される（第39条）。受けようとする者は、離職の日の翌日から起算して6か月を経過する日（受給期限日、延長なし）までに管轄ハローワークに出頭して求職の申し込みをしたうえで失業の認定を受けなければならない。支給額は、特例受給資格者を基本手当の受給資格者とみなして計算した基本手当の日額相当額（65歳以上の特例受給資格者については、離職日において30歳未満である受給資格者の賃金日額の上限額を適用）の30日分（当分の間は40日分）である（第40条）。ただし認定日から受給期限日までの日数が30（40）日未満である場合はその日数分である。なお、離職の理由は問わない。基本手当と同様の待期や給付制限がある。
特例一時金も一時金であるので、失業の認定は1回のみでよく、また認定日に失業の状態にありさえすればたとえ翌日から就職したとしても支給される。また、失業期間中に労働による収入や公的年金の受給があっても減額されず、それを届け出る必要もない。ただし受給期間や所定の給付日数が延長されることはない。
特例一時金の支給を受ける前に公共職業安定所長が指示する公共職業訓練等（その期間が30（40）日以上2年以内のものに限る）を受ける場合には、特例一時金は支給されず、その者を基本手当の受給資格者とみなして公共職業訓練等の終了日までの間に限り基本手当、技能習得手当、寄宿手当を支給する（傷病手当は支給されない）（第41条）。なお受講指示日までに特例一時金の受給期限が経過していないことが必要である。ただしこの場合であっても離職理由による給付制限は解除されない。またこの場合特例受給資格者証を管轄公共職業安定所長に返還しなければならない。
短期雇用特例被保険者の被保険者期間の計算においては特例で、月の途中で資格を取得したときは、その月の初日から資格を取得したものとみなし、資格喪失日の前日（離職日）が月の途中であるときはその月の末日を資格喪失日の前日（離職日）とみなす。つまり、被保険者期間はすべて暦月単位で計算され、1か月未満の端数が生じることはない。

#### 日雇労働求職者給付金
日雇労働被保険者が失業した場合において、その失業の日の属する月の前2月間に、その者について印紙保険料が通算して26日分以上納付されているときに、日雇労働求職者給付金が支給される（第43条）。日雇労働求職者給付金を参照。

### 就職促進給付
就職促進給付は、失業者が再就職するのを援助・促進することを目的とする給付で、「就業促進手当」「移転費」「求職支援活動費」の3種類がある。

#### 就業促進手当
基本手当は失業状態にある場合について支給されるが、就職・就業した場合についても給付をなすことにより就職を促進する制度である（第56条の3）。これらの手当は、離職前の事業主（関連事業主を含む）に再び雇用された場合や、受給資格決定に係る求職の申し込みをした日前に雇い入れすることを約した事業主に雇用された場合には支給されない。

##### 就業手当
就業手当は、待期満了後、受給資格者が就職日の前日において一定以上の基本手当の支給残日数（1/3以上かつ45日以上）を残して、再就職手当の支給対象とならない安定していない職業に就いた場合、又は事業を開始した場合に、基本手当日額×残日数の30%を支給する制度（上限あり）である。失業の認定日（認定日に現に職業に就いている場合は、次回の認定日の前日まで）に公共職業安定所長に申請書を提出する。早期に就業した場合についても相当額の支給をなすことにより、就労への自助努力を促進する制度である。就業手当が支給された場合、それに相当する日数分の基本手当を受給したものとみなされる。
受給資格者が離職による給付制限を受けた場合、待期満了後1か月間については、ハローワークまたは職業紹介事業者の紹介により就職したものであることが必要である。なお2か月目以降は紹介要件は設けられていない。また待期期間中に職業に就き又は事業を開始した場合には支給されない。

##### 再就職手当
再就職手当は、待期満了後、受給資格者が就職日の前日において一定以上の基本手当の支給残日数（1/3以上）を残して、安定した職業に就いた場合に、基本手当の支給残日数の一定割合（残日数が所定給付日数の2/3以上ならば基本手当日額×残日数の60%（平成29年1月以降70%）・1/3以上ならば基本手当日額×残日数の50%（平成29年1月以降60%））を一括で給付する制度である。安定した職業に就いた日の翌日から起算して1か月以内に申請書を公共職業安定所長に提出する。早期に再就職した場合についても相当額の支給をなすことにより、再就職への自助努力を促進する制度である。条件を満たして早期に再就職すれば、残日数の60%または50%が一括で支給されるので、就職へのモチベーションを高めるために欠かせない制度とされている。再就職手当が支給された場合、それに相当する日数分の基本手当を受給したものとみなされる。
- 「安定した職業に就いた場合」とは、1年を超えて引き続き雇用されることが確実であると認められる職業に就いた場合、または事業を開始した場合（自立できると公共職業安定所長が認めたものに限る）とされている。1年以下の期間の定めのある労働契約であっても、その労働契約が1年を超えて更新されることが確実であると認められるときは要件を満たすものとして取り扱う。

受給資格者が離職による給付制限を受けた場合、待期満了後1か月間については、ハローワークまたは職業紹介事業者の紹介により就職したものであることが必要である。なお2か月目以降は紹介要件は設けられていない。また待期期間中に職業に就き又は事業を開始した場合には支給されない。就職日前3年以内の就職について再就職手当または常用就職支度手当の支給を受けた者、同一の就職について高年齢再就職給付金の支給を受けた者には、支給されない。
平成26年4月1日より、再就職手当の支給に係る再就職先に6か月以上定着し、再就職後の賃金が離職前の賃金より低下した受給資格者に対し、「就業促進定着手当」が支給されることとなった。支給額は、（算定基礎賃金日額-みなし賃金日額）×6か月間のうちの賃金支払基礎日数である（ただし、基本手当日額×支給残日数の40%（残日数が2/3以上なら30％）が上限）。支給を受けようとする受給資格者は、所定の書類に受給資格者証を添えて、6か月目にあたる日の翌日から起算して2か月以内に管轄公共職業安定所長に申請しなければならない。なお起業によって再就職手当を受給した場合は就業促進定着手当は受給できない。

##### 常用就職支度手当
常用就職支度手当は、受給資格者（就職日の前日において基本手当の支給残日数1/3未満の者に限る）、高年齢受給資格者（平成29年1月1日以降。高年齢求職者給付金の支給を受けた者であって、当該特例受給資格に係る離職の日の翌日から起算して1年を経過していない者を含む）、特例受給資格者（特例一時金の支給を受けた者であって、当該特例受給資格に係る離職の日の翌日から起算して6か月を経過していない者を含む）、日雇受給資格者であって、障害等で就職が困難な人が、待期満了後、安定した職業に就いた場合に支給される。
支給額は、受給資格者の基本手当日額の36日分（所定給付日数270日未満で、かつ支給残日数90日未満の受給資格者については、「基本手当日額」に「支給残日数（45日未満の場合は45日とする）の40%」を乗じて得た額）が、高年齢受給資格者、特例受給資格者、日雇受給資格者は、30歳未満の基本手当の受給資格者とみなしその2分の1を上限額として、その基本手当日額の36日分が、要件を満たした者に支給される。安定した職業に就いた日の翌日から起算して1か月以内に申請書等を公共職業安定所長に提出する。
受給資格者が給付制限を受けた場合、その給付制限の期間が経過した後に職業についたことが必要である。また待期満了後、期間にかかわらず、ハローワークまたは職業紹介事業者の紹介により就職したものであることが必要である。また待期期間中、給付制限期間中に職業に就いた場合には支給されない。就職日前3年以内の就職について再就職手当または常用就職支度手当の支給を受けた者には、支給されない。
平成21年3月31日〜平成29年3月31日の間に職業に就いた受給資格者等については、安定した職業に就くことが著しく困難と認められる者であって、安定した職業に就いた日において40歳未満であるものについても常用就職支度手当の支給対象とする暫定措置が実施されている（施行規則第82条の3）。「安定した職業に就くことが著しく困難と認められる者」とは、一般被保険者として同一の事業主に引き続き5年以上雇用されたことがない者（5年以上であっても、有期雇用者や、雇用されていた事業所を3回以上離職している者は対象になる）等が該当する。

#### 移転費
移転費は、受給資格者、高年齢受給資格者、特例受給資格者、日雇受給資格者であって、待期又は給付制限の経過後にハローワーク等の紹介により、雇用期間が1年以上の就職又は公共職業安定所長の指示による公共職業訓練を受けるに当たって住居を移転する場合に、交通費、移転料（新住所地までの順路により計算）及び着後手当（親族を随伴する場合は38,000円、随伴しない場合は19,000円。平成29年1月1日以降は親族を随伴する場合は76,000円（100キロメートル以上の場合95,000円）、随伴しない場合は38,000円（100キロメートル以上の場合47,500円））が支給される。移転日の翌日から1か月以内に申請する。職業に就いた後に解雇や採用取り消しがあっても返還は不要であるが、職業に就かなかったとき、訓練を受けなかったとき、移転しなかったときは、支給相当額を返還しなければならない。移転の途中で受給資格者が死亡した場合は、移転費は支給されず、遺族が未支給分を請求することもできない（第58条、施行規則第86条~第95条）。

#### 求職活動支援費
求職支援活動費は、受給資格者、高年齢受給資格者、特例受給資格者、日雇受給資格者であって、待期期間の経過後に、求職活動に伴い以下のいずれかに該当する行為をする場合において、公共職業安定所長が厚生労働大臣の定める基準に従って必要があると認めた場合に支給する。平成29年1月より、従前の「広域求職活動費」を拡充して設けられた（第59条、施行規則第95条の2~第100条の8）。
- ハローワークの紹介により、給付制限の期間経過後に管轄ハローワークの管轄区域外で行う求職活動（広域求職活動費）
  - 交通費（往復の順路）及び宿泊料（1泊8,700円（一定地域は7,800円））。広域求職活動を終了した日の翌日から起算して10日以内に申請する。
- ハローワークの職業指導に従って行う職業に関する教育訓練の受講その他の活動（短期訓練受講費）
  - 対象となる教育訓練を修了した場合において、その費用の20%（上限10万円、教育訓練給付金の支給を受けた場合は支給されない）。修了日の翌日から起算して1か月以内に申請する。
- 求職活動を容易にするための役務の利用（求職活動関係役務利用費）
  - 求人者との面接・対象となる教育訓練等のためにその子に対して保育等サービスを利用する場合[注 18]において、その費用の80%（1日当たり上限8,000円。面接等は15日分、対象教育訓練は60日分が限度）。受給資格者は失業の認定日に、受給資格者以外はサービス等を利用した日の翌日から起算して4か月以内に申請する。

求職活動を行った結果、就職できなかったとしても返還しなければならないわけではない。訪問事業主から求職活動費が支給されるときは、その不足分だけが広域求職活動費として支給される。

### 教育訓練給付
教育訓練給付は、被保険者の主体的な能力開発の取組を支援し、雇用の安定と再就職の促進を図ることを目的として支給される給付である（第60条の2）。平成26年の改正により大幅に制度が拡充されている。詳細は教育訓練給付制度を参照。

### 雇用継続給付
雇用継続給付は、一般被保険者・高年齢被保険者について雇用の継続が困難となる事由が生じた場合に支給される給付で、「高年齢雇用継続給付」「介護休業給付」の2種類がある。雇用継続給付の申請は、平成28年の個人番号の利用開始に伴い、原則として事業主経由でしなければならないこととなった。またこれらの申請書には個人番号の記載が必要となる。

#### 高年齢雇用継続給付
一般被保険者・高年齢被保険者（算定基礎期間5年以上が必要で、60歳時点で5年に達していない場合は65歳までに5年に達した時点で計算する）に対して、高年齢者の雇用継続を目的として支給される。支給対象月の初日から起算して4か月以内に、所定の書類に事業主の証明を受けて、所轄公共職業安定所長に提出する。
特別支給の老齢厚生年金の受給権者が、高年齢雇用継続給付を受けることができるときは、在職老齢年金（低在老）の仕組みにより支給調整された老齢厚生年金に、さらに所定の割合が支給停止される（高年齢雇用継続給付は支給停止されない）。
高年齢者雇用継続基本給付金
基本手当を受給することなく雇用を継続する一般被保険者が対象となる。60歳以降の賃金が60歳時点における賃金の75%未満の状態で働き続ける場合に支給される（第61条）。申請には事業主が作成する「六十歳到達時等賃金証明書」の添付が必要である。
支給額は、その支給対象月（その月の初日から末日まで引き続いて被保険者であった月であり、かつ育児休業給付金・介護休業給付金の支給を受けることができる休業をしなかった月）の賃金額が60歳時点における賃金の61%未満である場合は、支給対象月の賃金額の15%が、61%以上75%未満の場合は、支給対象月の賃金額に15%から所定の率を逓減する率を乗じて得た額が、それぞれ支給される。ただし、支給対象月に受け取った賃金が363,359円以上である場合には支給されず（支給限度額、毎年8月に改定され最新は令和元年7月31日厚生労働省告示78号。以下同じ）、また算定した給付金の額が2,500円以下の場合も支給されない。賃金の低下が傷病・非行・事業所の休業によるものである場合は、支払いを受けたものとして賃金を算定するので、傷病等により75％未満に低下しても支給されない。その月の賃金と給付金との合計が支給限度額を超えるときは、その超えた部分については支給されない。
高年齢再就職給付金
基本手当を受給した後に再就職した一般被保険者（支給残日数100日以上）が対象となる。60歳以降の賃金が基本手当日額算定時における賃金の75%未満の状態で働き続ける場合に、支給される（第61条の2）。支給残日数が200日以上あれば再就職日の属する月から2年間、100日以上200日未満であれば再就職日の属する月から1年間（ただしどちらも65歳に到達した月で打ち切り）受給できる。原則として、同一の就職について、高年齢再就職給付金と再就職手当の両方を受給することはできず、どちらか一方を選択することになる。
支給額は、その再就職後の支給対象月の賃金額が基本手当日額算定時における賃金の61%未満である場合は、支給対象月の賃金額の15%が、61%以上75%未満の場合は、支給対象月の賃金額に15%から所定の率を逓減する率を乗じて得た額が、それぞれ支給される。ただし、支給対象月に受け取った賃金が363,359円以上である場合には支給されず（支給限度額）、また算定した給付金の額が2,500円以下の場合も支給されない。高年齢再就職給付金のきっかけとなった基本手当について不正受給があれば、その他の要件を満たしても支給されない。再就職後のその月の賃金と給付金との合計が支給限度額を超えるときは、その超えた部分については支給されない。

#### 介護休業給付
介護休業給付には、「介護休業給付金」がある（第61条の4）。
一般被保険者・高年齢被保険者（介護休業開始前2年間に被保険者期間が12か月以上あること）が対象家族を介護するために93日未満の介護休業をした場合において、休業開始時賃金日額（被保険者の年齢にかかわらず、「45歳以上60歳未満」である者」に係る賃金日額の上限額を適用する。令和元年8月以降上限16,670円）に支給日数（原則30日）を乗じた額の40%（平成28年8月1日以降に開始する介護休業については、当分の間67%）相当額が支給される。休業終了日の翌日から起算して、2か月を経過する日の属する月の末日までに、申請書に休業開始時賃金証明票ほか所定の書類を添えて所轄公共職業安定所長に提出する。
対象となる介護休業は、被保険者がその事業主に休業期間の初日及び末日を明らかにして申し出たものでなければならない。また有期雇用の者は休業明けに雇用の継続が予定されていると認められるもの（平成29年1月1日以降は、有期雇用契約の場合は93日経過後6か月の間に契約が更新されないことが明らかである者を除く）でなければならない。同一の対象家族1人につき、1回（平成29年1月以降は3回）までの介護休業が対象になる。
休業期間中に事業主から賃金が支払われる場合、その賃金が休業開始時月額の40%（当分の間13%）以下である場合は、給付は全額支給される。40%（13%）を超え80%未満である場合は差額支給となり、80%以上の場合は給付は行われない。
対象家族とは、当該被保険者の配偶者、父母、子、配偶者の父母、祖父母、兄弟姉妹、孫である。ただし平成28年12月31日までは太字の者以外については、当該被保険者が同居かつ扶養することが要件となる。

## 育児休業給付
育児休業給付には、「育児休業給付金」がある（第61条の6）。2020年（令和2年）4月の改正法施行により、それまで「失業等給付」の体系の中の給付のひとつであった「育児休業給付」が、子を養育するために休業した労働者の生活及び雇用の安定を図るための給付と位置付けられ、独立した給付の体系として整備されることとなった。
一般被保険者・高年齢被保険者（育児休業開始前2年間に被保険者期間が12か月以上あること）が1歳又は1歳2か月（保育所の空きがない・配偶者の養育困難等の事情により2歳まで延長可）に満たない子を養育するために育児休業した場合において、休業開始時賃金日額（被保険者の年齢にかかわらず、「30歳以上45歳未満である者」に係る賃金日額の上限額を適用する。2019年 (令和元年)8月以降上限15,140円）に支給日数（原則30日）を乗じた額の40%（当分の間は50%、平成26年4月1日以後に開始する育児休業については、開始後180日間については67%）相当額が支給される。休業開始日の初日から起算して、4か月を経過する日の属する月の末日までに、申請書に休業開始時賃金証明票ほか所定の書類を添えて所轄公共職業安定所長に提出する。
対象となる育児休業は、被保険者がその事業主に休業期間の初日及び末日を明らかにして申し出たものでなければならない。また有期雇用の者は休業明けに雇用の継続が予定されていると認められるもの（平成29年1月1日以降は、有期雇用契約の場合は子の1歳6か月までの間に契約が更新されないことが明らかである者を除く）でなければならない。支給単位期間（育児休業開始日から翌月の前日まで。以下同様に計算）中に10日を超えて就業した場合には支給されないが、平成26年10月以降は10日を超えても就業総時間数が80時間以下であれば支給される。
被保険者の配偶者が当該子を養育するために休業する場合（両親ともに育児休業を取得する場合）、以下のすべての要件を満たせば、子が1歳2か月に達する日の前日までの期間のうち最大1年間、育児休業給付金が支給される。
- 配偶者が当該子の1歳に達する日以前に育児休業を取得していること
- 休業開始予定日が、当該子の1歳に達する日の翌日後でないこと
- 休業開始予定日が、当該被保険者の配偶者が取得している育児休業の期間の初日前でないこと

休業期間中に事業主から賃金が支払われる場合、その賃金が休業開始時月額の30%以下（開始後180日までは13%以下）である場合は、給付は全額支給される。30%（13%）を超え80%未満である場合は差額支給となり、80%以上の場合は給付は行われない。
派遣労働者が、派遣先に直接雇用された場合、派遣されていた期間は派遣先の被保険者期間とみなされることはない（要件を満たせば通算することは可能）。

## 二事業
「雇用安定事業」と「能力開発事業」を総称して「二事業」という。二事業は、被保険者等の職業の安定を図るため、労働生産性の向上に資するものとなるよう留意しつつ行われるもの、とされる（第64条の2）。二事業の財源は、事業者が納付する二事業率分の保険料のみであり、原則として国庫や被保険者負担分保険料からの支出はない（64条事業については被保険者負担あり。また職業訓練受講給付金の支給については2分の1の国庫負担あり）。なお、雇用安定事業及び63条事業については、被保険者等の利用に支障がなく、かつその利益を害しない限り、被保険者等以外の者に利用させることができる（第65条）。

### 雇用安定事業
政府は、被保険者、被保険者であった者及び被保険者になろうとする者（以下「被保険者等」という）に関し、失業の予防、雇用状態の是正、雇用機会の増大その他雇用の安定を図るため、雇用安定事業として、次の事業を行うことができ（第62条1項、施行規則第102条の2~第120条の2）、その事業の一部を独立行政法人高齢・障害・求職者雇用支援機構に行わせる（第62条3項）。
1. 景気の変動、産業構造の変化その他の経済上の理由により事業活動の縮小を余儀なくされた場合において、労働者を休業させる事業主その他労働者の雇用の安定を図るために必要な措置を講ずる事業主に対して、必要な助成及び援助を行うこと。（雇用調整助成金）
2. 離職を余儀なくされる労働者に対して、労働施策の総合的な推進並びに労働者の雇用の安定及び職業生活の充実等に関する法律第26条1項に規定する休暇を与える事業主その他当該労働者の再就職を促進するために必要な措置を講ずる事業主に対して、必要な助成及び援助を行うこと。（労働移動支援助成金）
3. 定年の引上げ、高年齢者等の雇用の安定等に関する法律第9条に規定する継続雇用制度の導入等により高年齢者の雇用を延長し、又は同法第2条2項に規定する高年齢者等に対し再就職の援助を行い、若しくは高年齢者等を雇い入れる事業主その他高年齢者等の雇用の安定を図るために必要な措置を講ずる事業主に対して、必要な助成及び援助を行うこと。（労働移動支援助成金、六十五歳超雇用推進助成金、特定求職者雇用開発助成金及びトライアル雇用助成金）
4. 高年齢者等の雇用の安定等に関する法律第34条1項の同意を得た同項に規定する地域高年齢者就業機会確保計画（「同意地域高年齢者就業機会確保計画」）に係る同法第34条2項3号に規定する事業のうち雇用の安定に係るものを行うこと。
5. 雇用機会を増大させる必要がある地域への事業所の移転により新たに労働者を雇い入れる事業主、季節的に失業する者が多数居住する地域においてこれらの者を年間を通じて雇用する事業主その他雇用に関する状況を改善する必要がある地域における労働者の雇用の安定を図るために必要な措置を講ずる事業主に対して、必要な助成及び援助を行うこと。（地域雇用開発助成金及び通年雇用助成金）
6. 前各号に掲げるもののほか、障害者その他就職が特に困難な者の雇入れの促進、雇用に関する状況が全国的に悪化した場合における労働者の雇入れの促進その他被保険者等の雇用の安定を図るために必要な事業であつて、厚生労働省令で定めるものを行うこと。（特定求職者雇用開発助成金及びトライアル雇用助成金）

### 能力開発事業
63条事業
政府は、被保険者等に対し、職業生活の全期間を通じてこれらの者の能力を開発し、及び向上させることを促進するため、能力開発事業を行うことができ（第63条1項、施行規則第121条~139条の4）、その事業の一部を独立行政法人高齢・障害・求職者雇用支援機構に行わせるものとする（第63条3項）。
1. 職業能力開発促進法第13条に規定する事業主等及び職業訓練の推進のための活動を行う者に対して、同法第11条に規定する計画に基づく職業訓練、同法第24条3項（同法第27条の2第2項において準用する場合を含む。）に規定する認定職業訓練その他当該事業主等の行う職業訓練を振興するために必要な助成及び援助を行うこと並びに当該職業訓練を振興するために必要な助成及び援助を行う都道府県に対して、これらに要する経費の全部又は一部の補助を行うこと。（広域団体認定訓練助成金、認定訓練助成事業費補助金、人材開発支援助成金、中央職業能力開発協会費補助金及び都道府県職業能力開発協会費補助金）
2. 公共職業能力開発施設（公共職業能力開発施設の行う職業訓練を受ける者のための宿泊施設を含む。）又は職業能力開発総合大学校（職業能力開発総合大学校の行う指導員訓練又は職業訓練を受ける者のための宿泊施設を含む。）を設置し、又は運営すること、職業能力開発促進法第15条の7第1項ただし書に規定する職業訓練を行うこと及び公共職業能力開発施設を設置し、又は運営する都道府県に対して、これらに要する経費の全部又は一部の補助を行うこと。
3. 求職者及び退職を予定する者に対して、再就職を容易にするために必要な知識及び技能を習得させるための講習（「職業講習」）並びに作業環境に適応させるための訓練を実施すること。
4. 職業能力開発促進法第10条の4第2項に規定する有給教育訓練休暇を与える事業主に対して、必要な助成及び援助を行うこと。（人材開発支援助成金）
5. 職業訓練（公共職業能力開発施設又は職業能力開発総合大学校の行うものに限る。）又は職業講習を受ける労働者に対して、当該職業訓練又は職業講習を受けることを容易にし、又は促進するために必要な交付金を支給すること及びその雇用する労働者に職業能力開発促進法第11条に規定する計画に基づく職業訓練、認定職業訓練その他の職業訓練を受けさせる事業主（当該職業訓練を受ける期間、労働者に対し所定労働時間労働した場合に支払われる通常の賃金を支払う事業主に限る。）に対して、必要な助成を行うこと。（人材開発支援助成金）
6. 技能検定の実施に要する経費を負担すること、技能検定を行う法人その他の団体に対して、技能検定を促進するために必要な助成を行うこと及び技能検定を促進するために必要な助成を行う都道府県に対して、これに要する経費の全部又は一部の補助を行うこと。（中央職業能力開発協会費補助金、都道府県職業能力開発協会費補助金、指定試験機関費補助金）
7. 同意地域高年齢者就業機会確保計画に係る高年齢者等の雇用の安定等に関する法律第34条2項3号に規定する事業のうち労働者の能力の開発及び向上に係るものを行うこと。
8. 前各号に掲げるもののほか、労働者の能力の開発及び向上のために必要な事業であつて、厚生労働省令で定めるものを行うこと。（人材開発支援助成金、中央職業能力開発協会費補助金及び都道府県職業能力開発協会費補助金）

64条事業（就職支援法事業）
政府は、被保険者であった者及び被保険者になろうとする者の就職に必要な能力を開発し、及び向上させるため、能力開発事業として、職業訓練の実施等による特定求職者の就職の支援に関する法律（求職者支援法）に規定する認定職業訓練を行う者に対して、助成を行うこと及び特定求職者に対して、職業訓練受講給付金を支給することができる（第64条）。

## 受給権の保護
「失業等給付」を受ける権利は、譲り渡し、担保に供し、又は差し押さえることができない（第11条）。租税その他の公課は、失業等給付として支給を受けた金銭を標準として課することができない（第12条）。なお、雇用保険法における給付はすべて現金給付であるので、「金銭」についてのみ評価し、現物給付の評価を入れる余地はない。また二事業における給付金の支給を受ける権利については「失業等給付」ではないので、譲渡・公課等の対象とすることができる。職業訓練受講給付金については、求職者支援法により譲渡・公課が禁止される。

### 未支給失業等給付
失業等給付の支給を受けることができる者が死亡した場合、未支給分についてはその者の配偶者、子、父母、孫、祖父母又は兄弟姉妹であって、死亡当時その者と生計を同じくしていたものは、自己の名で、その未支給分の支給を請求することができる（第10条の3）。この請求は受給資格者が死亡した日の翌日から起算して6か月以内に、所定の書類を添えて死亡者に係る公共職業安定所長に対してしなければならない。
- 「未支給失業等給付」は民法ではなく雇用保険法で定められた権利である。失業等給付の受給権そのものは、受給者本人に一身専属する権利であり、民法上の相続の対象とはならない。未支給給付請求者が、その支給を受けないうちに死亡した場合は、その者の相続人はその支給を請求することができるが、請求しないで死亡した場合は、その遺族の相続人は未支給失業等給付の請求権者とはなれない。
- 「生計を同じくしていた」とは、生計の全部又は一部を共同計算することによって日常生活を営むグループの構成員であったということである。したがって、生計を維持されていたことを要せず、また、必ずしも同居していたことを要しない。生計を維持させていた場合には生計を同じくしていたものと推定して差し支えない。
- 受給することができる者は、上述の順である。先順位者がある場合は後順位者は受給をすることはできない。同順位者が2人以上あるときは、その1人のした請求は、全員のためその全額につきしたものとみなし、その1人に対してした支給は、全員に対してしたものとみなす（つまり、未支給給付は代表者1人に対して支給するものであり、親族間の調整はその代表者の責任で行わなければならない）。
- 死亡者が失業の認定を受けていなかった場合は、請求者（やむをえない場合は代理人可）がハローワークに出頭し、死亡者に係る失業の認定を受けなければならない。
- 民法の規定により失踪宣告を受けた場合、普通失踪（民法第30条1項）を受けた受給資格者については、受給資格者自身、長期にわたって所定認定日に不出頭であり、死亡していなくても失業の認定を受けることができないものと考えられるので、遺族から未支給失業等給付の支給の請求があっても支給できない。一方、危難失踪（民法第30条2項）を受けた受給資格者については、失業の認定がなされ得る。

## 時効
失業等給付の支給を受け、又はその返還を受ける権利及び不正受給による失業等給付の返還命令又は納付命令により納付をすべきことを命ぜられた金額を徴収する権利は、これらを行使することができる時から2年を経過したときは時効により消滅する（第74条）。
事業主が資格取得届の提出を行わなかったために雇用保険に未加入とされた者であっても、徴収法の規定により被保険者の負担すべき額に相当する額（雇用保険料）がその者に支払われた賃金から控除されていることが明らかである場合、2年を超えて遡及し、被保険者であった期間とすることができる。
平成27年の改正により、就職促進給付・教育訓練給付・雇用継続給付、未支給の失業等給付について、やむをえない理由がある場合を除き所定の期限内に支給申請しなければならないとする規定の「やむを得ない理由がある場合」とする規定が削除されたため、所定の期限が徒過しても時効の2年以内であれば申請することが出来るようになった。また以前に時効の規定により申請が受理されなかった者もやはり時効の完成前であれば再度申請することで給付を受けることができる。ただし、所定の期限内に申請が行われないと、通常より支給が遅くなったり、他の給付金が返還になる場合があるので、所定の期限内に申請を行うことが望ましいのは言うまでもない。

## 給付制限
給付制限は、雇用保険制度による失業者の所得保障が正当な受給権を持つ者に対してのみ行われるべきであるという理由及び怠惰に陥ることを防止しようとする趣旨に基づいて行われるものである。受給資格者がその後翻意したときも、給付制限の取消は行わない。また1支給期間に何回でも給付制限を行い得ることはもちろんである。
給付制限期間中の受給資格者について、新たに給付制限を行うべき理由が生じたとき又は同時に2以上の給付制限理由が生じたときは、2以上の給付制限が競合して行われる。ただし例外として、離職理由による給付制限を受けるべき者が、待期を満了する前に就職拒否等による給付制限を受けるべき理由が生じた場合には、就職拒否等による給付制限を行わない。
- 日雇労働被保険者における給付制限は、日雇労働求職者給付金#給付制限を参照。

### 離職理由による給付制限
一身上の都合（自己都合）による離職、「重責解雇」で離職した者については、求職者給付は直ちには給付されず、待期満了後から1〜3か月の期間で公共職業安定所長の定める期間（原則3か月（2020年 (令和2年)10月1日以降に自己都合で離職した場合、5年間のうち2回までは2か月）。待期が満了しないまま適用事業主に雇用され被保険者となり、2か月以上経過した後新たな受給資格を取得することなく再離職した場合については、1か月）をおいた後に給付がなされる（第33条）。ただし、公共職業安定所長の指示する公共職業訓練を受ける期間及び修了後の期間については、特例受給資格者である場合を除き給付制限は解除される。なお給付制限期間中は失業の認定は行わない。
一身上の都合（自己都合）で離職した者は、「自発的に失業状態となるに至った者」である。自発的に離職した者については、通常、再就職にあたっての準備が可能であるので、直ちに基本手当を給付することは要しないとされる。したがって、これらの理由で離職した場合3か月の給付制限が課されるため、実際に基本手当を受け取れるのは、ハローワークに初めて出頭した日から約4か月後となる。先述の「就職困難者」であっても、自己都合離職すれば給付制限が課される。ただし、自己都合離職であっても、上述の「正当な理由のある自己都合離職」と判定された場合には給付制限は課せられない。
「正当な理由の有無」については、給付される日数が増えるものではなく、「正当な理由のある」離職者が存在する事業所にも「助成金」は支給されるため、寛大な判定がされることがある。ただし、加入期間が1年未満の者が上述の理由で離職した場合は「特定理由受給資格者」となるため、客観的資料に基づき厳格な判定がなされる。
「離職理由による給付制限期間+21日+所定給付日数」が1年を超えるときの基本手当の受給期間は、当初の受給期間に当該超える期間を加えた期間とする。
自己都合離職による給付制限は、2~3か月の無収入期間があるため、転職をためらう理由になっているとの指摘がある。2023年6月6日開催の新しい資本主義実現会議がまとめたグランドデザイン及び実行計画案では、リスキリング（学び直し）等を要件に、自己都合退職による場合でも会社都合退職と同じ扱いにする（給付制限を設けない）制度設計を提案した。

### 就職拒否等による給付制限
受給資格者（延長給付を受けている者を除く）、高年齢受給資格者、特例受給資格者が正当な理由なくハローワークが行う職業紹介、職業指導や職業訓練の受講指示を拒んだ場合については、その拒んだ日（拒んだ日が待期満了前の場合は、その待期満了日）から起算して1か月間は求職者給付は支給されない（第32条）。延長給付を受けているものが同様の拒否をした場合は、その拒んだ日以後基本手当は支給されない。以下のような場合も「拒んだ場合」に含まれる。
- 公共職業安定所長の指示した公共職業訓練等を受講し始めた後、その修了前に、正当理由がないと認められるにもかかわらず自己の都合によって退校した場合
- 公共職業安定所長の指示した公共職業訓練等を受講し始めた後、正当な理由なく故意に懲戒処分を行わせる意図をもって懲戒処分理由に該当するに至り退校処分を受けた場合
- ハローワークの紹介に応じたにもかかわらず指定された日に事業所に出頭しなかった場合
- 紹介された先の事業所における面接態度について、正当な理由なく故意に不採用にさせるような言動により不採用になったと認められるとき

しかしながら、次の各号に該当したときは、職業に就くこと又は公共職業訓練等を受けることを拒んでも、給付制限を受けることはない（第32条1項各号）。
- 紹介された職業又は公共職業訓練等を受けることを指示された職種が、受給資格者の能力からみて不適当であると認められるとき（高齢者、年少者、障害者、女性の就労制限、専門的知識・技能が必要等）。
- 就職するため、又は公共職業訓練等を受けるため、現在の住所又は居所を変更することを要する場合において、その変更が困難であると認められるとき。
- 就職先の賃金が、同一地域における同種の業務及び同程度の技能に係る一般の賃金水準に比べて、不当に低いとき（おおむね85%未満もしくは手取り額が基本手当額未満）。
- ストライキ又はロックアウトの行われている事業所（船員については、ストライキ、閉出又はけい船の行われている船舶）に紹介されたとき。
- その他正当な理由のあるとき（労働条件が明らかに法令に違反もしくはその地域の同種の業務について行われる一般水準に比べて不当であること、公共の福祉に反する業務を行う事業所に紹介された場合等）。

### 不正受給による給付制限
偽りの申告をなす等不正な手段で求職者給付・就職促進給付を受けた場合、受けようとした場合は、残余の日数について求職者給付・就職促進給付を受けることはできない（第34条）。故意の不正受給行為は、「雇用保険法違反」、「詐欺罪」を構成することは勿論である。なお、やむをえない理由がある場合には、当該給付の全部または一部を支給することはできる。また不正受給者であっても、その後新たに支給要件を満たした場合は、その新たな支給要件に基づく給付は支給される。
偽りその他不正の行為により失業等給付の支給を受けた者がある場合には、政府は、その者に対して、支給した失業等給付の全部又は一部を返還することを命ずることができ、また、厚生労働大臣の定める基準により、当該偽りその他不正の行為により支給を受けた失業等給付の額の2倍に相当する額以下の金額を納付することを命ずることができる（いわゆる「3倍返し」）。この場合において、事業主、職業紹介事業者等又は指定教育訓練実施者が偽りの届出、報告又は証明をしたためその失業等給付が支給されたものであるときは、政府は、その事業主、職業紹介事業者等又は指定教育訓練実施者に対し、その失業等給付の支給を受けた者と連帯して、前項の規定による失業等給付の返還又は納付を命ぜられた金額の納付をすることを命ずることができる（第10条の4）。
短期間働かせては求職者給付を受け取り、少し経ってまた働かせては求職者給付を受け取り、を繰り返す事業所があり、雇用保険制度の趣旨に合わないとの指摘がされていた。平成19年10月より、「3年間のうちに3回連続して同じ事業所を離職して受給資格決定を受け、そのうち1回でも基本手当等の支給を受けた者」は、3回目の受給資格決定を受けようとするときに「あなたは循環的離職者です」と自動的にメッセージが出るようなシステムの変更がなされた。「循環的離職者」が引き続き受給期間内に同一の事業所に就職した場合は、再雇用の約束があったものとみなして不正受給処分が行われる。

## 処分に不服がある場合
公共職業安定所長が行った処分（被保険者資格の確認、失業等給付に関する処分、不正受給の返還命令、納付命令）に不服がある場合は、その処分があったことを知った日の翌日から3か月以内に、各都道府県労働局に置かれる雇用保険審査官に対して審査請求をすることができる（労働保険審査官及び労働保険審査会法第8条）。処分の取消訴訟は原則として審査請求に対する雇用保険審査官の裁決を経た後でなければ提起できない（審査請求前置主義、第71条、行政事件訴訟法第8条）。
雇用保険審査官の決定に不服がある場合は、決定書の謄本が送付された日の翌日から起算して2か月以内に労働保険審査会に対して再審査請求ができる（労働保険審査官及び労働保険審査会法第38条）。また、雇用保険審査官が審査請求をした日の翌日から起算して3か月を経過しても審査請求に対する決定をしない場合、雇用保険審査官が請求を棄却したものとみなすことができる（第69条）。2016年の改正法施行により、再審査請求と処分の取消の訴えのいずれを選択するかは申立人の任意となった。
上記以外の処分（日雇労働被保険者の任意加入、二事業に関する処分等）について不服がある場合には、行政不服審査法に基づき、厚生労働大臣に対して審査請求を行う。この場合には審査請求前置主義は適用されず、審査請求を待たずに直ちに、あるいは審査請求と同時に処分の取消訴訟を提起することができる。

## 沿革
- 1947年（昭和22年）- 失業者の生活の安定を目的として、「失業保険法」（昭和22年法律第146号）が制定される。その中で、失業保険制度が創設される。
- 1974年（昭和49年）- 失業者の生活の安定、および三事業（雇用改善事業、能力開発事業、雇用福祉事業）を目的として、「雇用保険法」（昭和49年法律第116号）が制定され、失業保険法は廃止された。失業保険制度に代わって雇用保険制度が創設される。労働保険の保険料の徴収等に関する法律が制定され、保険料の徴収手続きが労災保険と一本化された。
- 1977年（昭和52年）- 雇用安定事業が規定され、三事業は四事業となった。
- 1989年（平成元年）- 雇用改善事業が雇用安定事業に統合され、四事業は再び三事業となった。
- 1994年（平成6年）- 高年齢雇用継続給付の創設、育児休業給付制度の創設。
- 1998年（平成10年）- 教育訓練給付制度の創設、介護休業給付制度の創設。
- 2003年（平成15年）- 就職促進手当の創設、通常労働者と短時間労働者の給付内容の⼀本化。
- 2007年（平成19年）- 雇用福祉事業が廃止され、三事業は二事業となった[注 23]。被保険者および受給資格要件の一本化（短時間被保険者という区分を無くし、一般被保険者に一本化）。
- 2010年（平成22年）- 船員保険の失業部門を切り離し、雇用保険に統合。

## 諸外国との比較
失業手当を受給できない失業者の割合
2009年3月24日に国際労働機関より発表された、リーマンショックを発端とする世界経済危機が雇用に与えた影響についての調査報告書によると、日本における失業手当（雇用保険制度における基本手当のこと。以下、同様）を受給できない失業者の割合は77%である。経済危機の発端となったアメリカ合衆国は57%、カナダもアメリカと同水準の57%、イギリスは40%、フランスは18%、ドイツは13%であり、日本の77%という割合は先進国の中でも最悪の水準かつアメリカやカナダをも大きく上回る結果となった。

日本が他の先進国よりも飛びぬけて失業手当が受給できない失業者の割合が高くなった理由として、失業手当受給の要件が他国よりも厳しいことが挙げられる（国際労働機関の報告書では、失業手当を受給できない失業者の割合が半数を超えた日本、アメリカ、カナダの3国について、失業手当受給要件の厳しさを指摘している）。これに加え、近年急激に増加した派遣社員や契約社員などの非正規労働者において、失業手当を受給するために必要である1年以上の保険料納付期間が満たせない者が非常に多いことも原因と見られている。

なお、失業手当を受け取れない失業者の人数は、アメリカが最多の630万人、日本は210万人、イギリスは80万人、カナダは70万人、フランスは40万人、ドイツも40万人であり、日本とアメリカが突出して多い。
給付期間
各国との比較において日本の失業給付期間は比較的短期となる。また失業率と給付期間の因果関係についても、給付期間の長い国ほど失業率が高い傾向があり、給付期間が短期なほど失業率が押し下げられる傾向が顕著となる。
- オランダ
前職の直近2か月の70%の給与に相当する額を受給できるが、上限は3128ユーロとなる。給付期間は38か月が上限とされる。
- ドイツ
50〜54歳の労働者は15か月の給付、55〜57歳は18か月、58歳以上は24か月の給付期間となる。50歳以下では12か月が上限となる。
- フランス
2009年以降の上限給付は6,900ユーロ/月である。受給資格者は直近12か月の前職給料の57.4%を受け取ることができる。フランスにおける平均給付期間は291日である。
- スペイン
給付期間は過去6年間の保険納付料期間で異なり、6年間納付していた場合の給付期間は720日（おおよそ2年間）となる。保護世帯もちの場合は給付額は法定標準賃金の7割となり、半年後から6割に減額される。
- アメリカ
一般的には前職賃金の40-50%に相当する金額が州政府の税収から支払われる。標準的な給付期間は6か月とされるが、2009年2月に制定された2009年アメリカ復興・再投資法において、失業者は最大で99週間まで失業給付を受けられるとされるが、各州政府によって詳細は異なるとされる。